# アカデミー作品賞
アカデミー作品賞（アカデミーさくひんしょう、Academy Award for Best Picture）は、アカデミー賞の部門の一つで、映画作品自体へと賞が贈られるアカデミー賞の最重要部門である。
その年のアメリカで上映された最も優れた映画10本を候補に選び、その中の1本にこの名誉が与えられる。アカデミー賞の候補投票は会員がそれぞれ属する分野のみの投票であるが、作品賞は全会員が10本候補を選んで投票する。ちなみに、受賞するのは、作品のプロデューサーである。

## 歴史

### 名称の変遷
第1回は「作品賞（Outstanding Picture）」と「芸術作品賞（Best Unique and Artistic Picture）」の2部門に分かれており、それぞれ3本ずつ候補作が選ばれていた。その結果、前者はエンタメ大作『つばさ』が、後者は芸術映画『サンライズ』が受賞した。
しかし、1927年に公開された『ジャズ・シンガー』がヴァイタフォン方式によるトーキー映画であったため、どちらにもノミネートすることができず、最終的にはアカデミー名誉賞が贈られることとなった。
それを受けて、翌年には「芸術作品賞」が撤廃されて、『つばさ』が受賞した「作品賞」を最高賞と改めて決定。名称はOutstanding Pictureのままであったが、『ジャズ・シンガー』のようなトーキー映画もノミネートできるように許可した 。その後は何度か名称を変更し、1962年以降は単に「作品賞（Best Picture）」とだけ呼ばれるようになった。
- 1927/28–1928/29: Outstanding Picture
- 1929/30–1940: Outstanding Production
- 1941–1943: Outstanding Motion Picture
- 1944–1961: Best Motion Picture
- 1962–現在: Best Picture

### ノミネート数の増加
第2回からは候補を5本選ぶようになったが、第5回では8本になり、第6回には候補作の数は10本となった。第17回からは従来の5本へと戻り、64年間この形態で続いていたが、第81回で『ダークナイト』や『ウォーリー』といった高い評価を得た大衆映画が作品賞にノミネートされなかったことに対して批判が増加し、翌年の第82回では10本になった。
第82回から最終選考法については最も優れた単数選考の選挙方式とされるインスタント・ランオフ・ヴォーティングが採用された。これは票割れの弊害を防ぐ方式である。
第84回には会員の投票の5パーセント以上の得票率を得た作品の中から5本から10本の間で選ばれるようルールが変更された。第94回からは10本に固定となった。

## 受賞と候補作一覧
以下は 受賞作 と 候補作 の一覧である。

### 1920年代
| 作品名   | 製作会社                                         | プロデューサー         |
| -------- | ------------------------------------------------ | ---------------------- |
| つばさ   | パラマウント、フェイマス・プレイヤーズ＝ラスキー | ルシアン・ハバード     |
| 暴力団   | カッド、パラマウント                             | ハワード・ヒューズ     |
| 第七天国 | フォックス                                       | ウィリアム・フォックス |

| 作品名                     | 製作会社                                                   | プロデューサー                                         |
| -------------------------- | ---------------------------------------------------------- | ------------------------------------------------------ |
| ブロードウェイ・メロディー | メトロ・ゴールドウィン・メイヤー                           | アーヴィング・タルバーグ、ローレンス・ウェインガーテン |
| アリバイ                   | フィーチャー・プロダクションズ、ユナイテッド・アーティスツ | ローランド・ウェスト                                   |
| ハリウッド・レヴィユー     | メトロ・ゴールドウィン・メイヤー                           | ハリー・ラプフ                                         |
| 懐しのアリゾナ             | フォックス                                                 | ウィンフィールド・シーハン                             |
| The Patriot                | パラマウント                                               | エルンスト・ルビッチ                                   |

### 1930年代
| 作品名           | 製作会社                         | プロデューサー                          |
| ---------------- | -------------------------------- | --------------------------------------- |
| 西部戦線異状なし | ユニバーサル・ピクチャーズ       | カール・レムリ・Jr.                     |
| ビッグ・ハウス   | メトロ・ゴールドウィン・メイヤー | アーヴィング・タルバーグ                |
| Disraeli         | ワーナー・ブラザース             | ジャック・ワーナー、ダリル・F・ザナック |
| 結婚双紙         | メトロ・ゴールドウィン・メイヤー | ロバート・Z・レナード                   |
| ラヴ・パレード   | パラマウント                     | エルンスト・ルビッチ                    |

| 作品名           | 製作会社                           | プロデューサー             |
| ---------------- | ---------------------------------- | -------------------------- |
| シマロン         | RKOラジオ                          | ウィリアム・ルバロン       |
| 女性に捧ぐ       | フォックス                         | ウィンフィールド・シーハン |
| 犯罪都市         | カッド、ユナイテッド・アーティスツ | ハワード・ヒューズ         |
| スキピイ         | パラマウント                       | アドルフ・ズーカー         |
| トレイダ・ホーン | メトロ・ゴールドウィン・メイヤー   | アーヴィング・タルバーグ   |

| 作品名           | 製作会社                                   | プロデューサー             |
| ---------------- | ------------------------------------------ | -------------------------- |
| グランド・ホテル | メトロ・ゴールドウィン・メイヤー           | アーヴィング・タルバーグ   |
| 人類の戦士       | ゴールドウィン、ユナイテッド・アーティスツ | サミュエル・ゴールドウィン |
| バッド・ガール   | フォックス                                 | ウィンフィールド・シーハン |
| チャンプ         | メトロ・ゴールドウィン・メイヤー           | キング・ヴィダー           |
| 特輯社会面       | ファースト・ナショナル                     | ハル・B・ウォリス          |
| 君とひととき     | パラマウント                               | エルンスト・ルビッチ       |
| 上海特急         | パラマウント                               | アドルフ・ズーカー         |
| 陽気な中尉さん   | パラマウント                               | エルンスト・ルビッチ       |

| 作品名                         | 製作会社                                         | プロデューサー                              |
| ------------------------------ | ------------------------------------------------ | ------------------------------------------- |
| カヴァルケード（大帝国行進曲） | フォックス                                       | ウィンフィールド・シーハン                  |
| 戦場よさらば                   | パラマウント                                     | アドルフ・ズーカー                          |
| 四十二番街                     | ワーナー・ブラザース                             | ダリル・F・ザナック                         |
| 仮面の米国                     | ワーナー・ブラザース                             | ハル・B・ウォリス                           |
| 一日だけの淑女                 | コロンビア                                       | フランク・キャプラ                          |
| 若草物語                       | RKOラジオ                                        | メリアン・C・クーパー、ケネス・マッゴーワン |
| ヘンリー八世の私生活           | ロンドン・フィルムズ、ユナイテッド・アーティスツ | アレクサンダー・コルダ                      |
| わたしは別よ                   | パラマウント                                     | ウィリアム・ルバロン                        |
| 永遠に微笑む                   | メトロ・ゴールドウィン・メイヤー                 | アーヴィング・タルバーグ                    |
| あめりか祭                     | フォックス                                       | ウィンフィールド・シーハン                  |

| 作品名             | 製作会社                                       | プロデューサー                                                  |
| ------------------ | ---------------------------------------------- | --------------------------------------------------------------- |
| 或る夜の出来事     | コロンビア                                     | ハリー・コーン                                                  |
| 白い蘭             | メトロ・ゴールドウィン・メイヤー               | アーヴィング・タルバーグ                                        |
| クレオパトラ       | パラマウント                                   | セシル・B・デミル                                               |
| お姫様大行進       | ファースト・ナショナル                         | ジャック・L・ワーナー、ハル・B・ウォリス、ロバート・ロード      |
| コンチネンタル     | RKOラジオ                                      | パンドロ・S・バーマン                                           |
| これがアメリカ艦隊 | ワーナー・ブラザース                           | ルー・エデルマン                                                |
| ロスチャイルド     | 20世紀ピクチャーズ、ユナイテッド・アーティスツ | ダリル・F・ザナック、ウィリアム・ゲッツ、レイモンド・グリフィス |
| 模倣の人生         | ユニバーサル・ピクチャーズ                     | ジョン・M・スタール                                             |
| 恋の一夜           | コロンビア                                     | ハリー・コーン、エヴェレット・リスキン                          |
| 影なき男           | メトロ・ゴールドウィン・メイヤー               | ハント・ストロンバーグ                                          |
| 奇傑パンチョ       | メトロ・ゴールドウィン・メイヤー               | デヴィッド・O・セルズニック                                     |
| ホワイト・パレード | フォックス                                     | ジェシー・L・ラスキー                                           |

| 作品名                             | 製作会社                                       | プロデューサー                                                        |
| ---------------------------------- | ---------------------------------------------- | --------------------------------------------------------------------- |
| 戦艦バウンティ号の叛乱（南海征服） | メトロ・ゴールドウィン・メイヤー               | アーヴィング・タルバーグ、アルバート・リューイン                      |
| 乙女よ嘆くな                       | RKOラジオ                                      | パンドロ・S・バーマン                                                 |
| 踊るブロードウェイ                 | メトロ・ゴールドウィン・メイヤー               | ジョン・W・コンシダイン・Jr                                           |
| 海賊ブラッド                       | ワーナー・ブラザース、コスモポリタン           | ハル・B・ウォリス、ハリー・ジョー・ブラウン、ゴードン・ホリングゼッド |
| 孤児ダビド物語                     | メトロ・ゴールドウィン・メイヤー               | デヴィッド・O・セルズニック                                           |
| 男の敵                             | RKOラジオ                                      | クリフ・リード                                                        |
| ベンガルの槍騎兵                   | パラマウント                                   | ルイス・D・ライトン                                                   |
| 真夏の夜の夢                       | ワーナー・ブラザース                           | ヘンリー・ブランク                                                    |
| 噫無情                             | 20世紀ピクチャーズ、ユナイテッド・アーティスツ | ダリル・F・ザナック                                                   |
| 浮かれ姫君                         | メトロ・ゴールドウィン・メイヤー               | ハント・ストロンバーグ                                                |
| 人生は四十二から                   | パラマウント                                   | アーサー・ホーンブロウ・Jr                                            |
| トップ・ハット                     | RKOラジオ                                      | パンドロ・S・バーマン                                                 |

| 作品名               | 製作会社                                   | プロデューサー                                   |
| -------------------- | ------------------------------------------ | ------------------------------------------------ |
| 巨星ジーグフェルド   | メトロ・ゴールドウィン・メイヤー           | ハント・ストロンバーグ                           |
| 風雲児アドヴァース   | ワーナー・ブラザース                       | ヘンリー・ブランク                               |
| 孔雀夫人             | ゴールドウィン、ユナイテッド・アーティスツ | サミュエル・ゴールドウィン、メリット・ハルバート |
| 結婚クーデター       | メトロ・ゴールドウィン・メイヤー           | ローレンス・ワインガーテン                       |
| オペラハット         | コロンビア                                 | フランク・キャプラ                               |
| ロミオとジュリエット | メトロ・ゴールドウィン・メイヤー           | アーヴィング・タルバーグ                         |
| 桑港                 | メトロ・ゴールドウィン・メイヤー           | ジョン・エマーソン、バーナード・H・ハイマン      |
| 科学者の道           | ワーナー・ブラザース                       | ヘンリー・ブランク                               |
| 嵐の三色旗           | メトロ・ゴールドウィン・メイヤー           | デヴィッド・O・セルズニック                      |
| 天使の花園           | ユニバーサル                               | ジョー・パスターナク、チャールズ・R・ロジャース  |

| 作品名             | 製作会社                                                     | プロデューサー                                   |
| ------------------ | ------------------------------------------------------------ | ------------------------------------------------ |
| ゾラの生涯         | ワーナー・ブラザース                                         | ヘンリー・ブランク                               |
| 新婚道中記         | コロンビア                                                   | レオ・マッケリー、エヴェレット・リスキン         |
| 我は海の子         | メトロ・ゴールドウィン・メイヤー                             | ルイス・ライトン                                 |
| デッドエンド       | ゴールドウィン、ユナイテッド・アーティスツ                   | サミュエル・ゴールドウィン、メリット・ハルバート |
| 大地               | メトロ・ゴールドウィン・メイヤー                             | アーヴィング・タルバーグ、アルバート・リューイン |
| シカゴ             | 20世紀フォックス                                             | ダリル・F・ザナック、ケネス・マッゴーワン        |
| 失はれた地平線     | コロンビア                                                   | フランク・キャプラ                               |
| オーケストラの少女 | ユニバーサル                                                 | チャールズ・R・ロジャース、ジョー・パスターナ    |
| ステージ・ドア     | RKOラジオ                                                    | パンドロ・S・バーマン                            |
| スタア誕生         | セルズニック・インターナショナル、ユナイテッド・アーティスツ | デヴィッド・O・セルズニック                      |

| 作品名             | 製作会社                                     | プロデューサー                                   |
| ------------------ | -------------------------------------------- | ------------------------------------------------ |
| 我が家の楽園       | コロンビア                                   | フランク・キャプラ                               |
| ロビンフッドの冒険 | ワーナー・ブラザース                         | ハル・B・ウォリス、ヘンリー・ブランク            |
| 世紀の楽団         | 20世紀フォックス                             | ダリル・F・ザナック、ハリー・ジョー・ブラウン    |
| 少年の町           | メトロ・ゴールドウィン・メイヤー             | ジョン・W・コンシダイン・Jr                      |
| 城砦               | メトロ・ゴールドウィン・メイヤー             | ヴィクター・サヴィル                             |
| 四人の姉妹         | ワーナー・ブラザース、ファースト・ナショナル | ハル・B・ウォリス、ヘンリー・ブランク            |
| 大いなる幻影       | R.A.O.、ワールド・ピクチャーズ               | フランク・ロルメール、アルベルト・ピンコヴィッチ |
| 黒蘭の女           | ワーナー・ブラザース                         | ハル・B・ウォリス、ヘンリー・ブランク            |
| ピグマリオン       | メトロ・ゴールドウィン・メイヤー             | ガブリエル・パスカル                             |
| テスト・パイロット | メトロ・ゴールドウィン・メイヤー             | ルイス・ライトン                                 |

| 作品名                 | 製作会社                                       | プロデューサー              |
| ---------------------- | ---------------------------------------------- | --------------------------- |
| 風と共に去りぬ         | セルズニック、メトロ・ゴールドウィン・メイヤー | デヴィッド・O・セルズニック |
| 愛の勝利               | ワーナー・ブラザース                           | デヴィッド・ルイス          |
| チップス先生さようなら | メトロ・ゴールドウィン・メイヤー               | ヴィクター・サヴィル        |
| 邂逅                   | RKOラジオ                                      | レオ・マッケリー            |
| スミス都へ行く         | コロンビア                                     | フランク・キャプラ          |
| ニノチカ               | メトロ・ゴールドウィン・メイヤー               | シドニー・フランクリン      |
| 廿日鼠と人間           | ローチ、ユナイテッド・アーティスツ             | ルイス・マイルストン        |
| 駅馬車                 | ユナイテッド・アーティスツ                     | ウォルター・ウェンジャー    |
| オズの魔法使           | メトロ・ゴールドウィン・メイヤー               | マーヴィン・ルロイ          |
| 嵐が丘                 | ゴールドウィン、ユナイテッド・アーティスツ     | サミュエル・ゴールドウィン  |

### 1940年代
| 作品名               | 製作会社                                             | プロデューサー                                               |
| -------------------- | ---------------------------------------------------- | ------------------------------------------------------------ |
| レベッカ             | セルズニック、ユナイテッド・アーティスツ             | デヴィッド・O・セルズニック                                  |
| 凡てこの世も天国も   | ワーナー・ブラザース                                 | ジャック・L・ワーナー、ハル・B・ウォリス、デヴィッド・ルイス |
| 海外特派員           | ウェンジャー、ユナイテッド・アーティスツ             | ウォルター・ウェンジャー                                     |
| 怒りの葡萄           | 20世紀フォックス                                     | ダリル・F・ザナック、ナナリー・ジョンソン                    |
| 独裁者               | チャップリン、ユナイテッド・アーティスツ             | チャールズ・チャップリン                                     |
| 恋愛手帖             | RKOラジオ                                            | デヴィッド・ヘンプステッド                                   |
| 月光の女             | ワーナー・ブラザース                                 | ハル・B・ウォリス                                            |
| 果てなき航路         | アルゴシー、ウェンジャー、ユナイテッド・アーティスツ | ジョン・フォード                                             |
| 我等の町             | レッサー、ユナイテッド・アーティスツ                 | ソル・レッサー                                               |
| フィラデルフィア物語 | メトロ・ゴールドウィン・メイヤー                     | ジョーゼフ・L・マンキーウィッツ                              |

| 作品名             | 製作会社                         | プロデューサー                           |
| ------------------ | -------------------------------- | ---------------------------------------- |
| わが谷は緑なりき   | 20世紀フォックス                 | ダリル・F・ザナック                      |
| 塵に咲く花         | メトロ・ゴールドウィン・メイヤー | アーヴィング・アッシャー                 |
| 市民ケーン         | RKOラジオ                        | オーソン・ウェルズ                       |
| 幽霊紐育を歩く     | コロンビア                       | エヴェレット・リスキン                   |
| Hold Back the Dawn | パラマウント                     | アーサー・ホーンブロウ・Jr               |
| 偽りの花園         | ゴールドウィン、RKOラジオ        | サミュエル・ゴールドウィン               |
| マルタの鷹         | ワーナー・ブラザース             | ハル・B・ウォリス                        |
| 我が道は遠けれど   | ワーナー・ブラザース             | ハル・B・ウォリス                        |
| ヨーク軍曹         | ワーナー・ブラザース             | ジェシー・L・ラスキー、ハル・B・ウォリス |
| 断崖               | RKOラジオ                        | アルフレッド・ヒッチコック               |

| 作品名                           | 製作会社                         | プロデューサー                                                   |
| -------------------------------- | -------------------------------- | ---------------------------------------------------------------- |
| ミニヴァー夫人                   | メトロ・ゴールドウィン・メイヤー | シドニー・フランクリン                                           |
| 潜水艦轟沈す                     | GFD、コロンビア                  | マイケル・パウエル                                               |
| 嵐の青春                         | ワーナー・ブラザース             | ハル・B・ウォリス                                                |
| 偉大なるアンバーソン家の人々     | マーキュリー、RKOラジオ          | オーソン・ウェルズ                                               |
| The Pied Piper                   | 20世紀フォックス                 | ナナリー・ジョンソン                                             |
| 打撃王                           | ゴールドウィン、RKOラジオ        | サミュエル・ゴールドウィン                                       |
| 心の旅路                         | メトロ・ゴールドウィン・メイヤー | シドニー・フランクリン                                           |
| 希望の降る街                     | コロンビア                       | ジョージ・スティーヴンス                                         |
| Wake Island                      | パラマウント                     | ジョセフ・シストロム                                             |
| ヤンキー・ドゥードゥル・ダンディ | ワーナー・ブラザース             | ジャック・L・ワーナー、ハル・B・ウォリス、ウィリアム・キャグニー |

| 作品名             | 製作会社                         | プロデューサー           |
| ------------------ | -------------------------------- | ------------------------ |
| カサブランカ       | ワーナー・ブラザース             | ハル・B・ウォリス        |
| 誰が為に鐘は鳴る   | パラマウント                     | サム・ウッド             |
| 天国は待ってくれる | 20世紀フォックス                 | エルンスト・ルビッチ     |
| 町の人気者         | メトロ・ゴールドウィン・メイヤー | クラレンス・ブラウン     |
| 軍旗の下に         | ユナイテッド・アーティスツ       | ノエル・カワード         |
| キュリー夫人       | メトロ・ゴールドウィン・メイヤー | シドニー・フランクリン   |
| 陽気なルームメイト | コロンビア                       | ジョージ・スティーヴンス |
| 牛泥棒             | 20世紀フォックス                 | ラマー・トロッティ       |
| 聖処女             | 20世紀フォックス                 | ウィリアム・パールバーグ |
| ラインの監視       | ワーナー・ブラザース             | ハル・B・ウォリス        |

| 作品名       | 製作会社                                 | プロデューサー              |
| ------------ | ---------------------------------------- | --------------------------- |
| 我が道を往く | パラマウント                             | レオ・マッケリー            |
| 深夜の告白   | パラマウント                             | ジョセフ・シストロム        |
| ガス燈       | メトロ・ゴールドウィン・メイヤー         | アーサー・ホーンブロウ・Jr  |
| 君去りし後   | セルズニック、ユナイテッド・アーティスツ | デヴィッド・O・セルズニック |
| ウィルソン   | 20世紀フォックス                         | ダリル・F・ザナック         |

| 作品名                 | 製作会社                         | プロデューサー              |
| ---------------------- | -------------------------------- | --------------------------- |
| 失われた週末           | パラマウント                     | チャールズ・ブラケット      |
| 錨を上げて             | メトロ・ゴールドウィン・メイヤー | ジョー・パスターナク        |
| 聖メリーの鐘           | RKOラジオ                        | レオ・マッケリー            |
| ミルドレッド・ピアース | ワーナー・ブラザース             | ジェリー・ウォルド          |
| 白い恐怖               | ユナイテッド・アーティスツ       | デヴィッド・O・セルズニック |

| 作品名               | 製作会社                                      | プロデューサー             |
| -------------------- | --------------------------------------------- | -------------------------- |
| 我等の生涯の最良の年 | RKOラジオ                                     | サミュエル・ゴールドウィン |
| ヘンリィ五世         | J・アーサー・ランクトゥ・シティズ・フィルムズ | ローレンス・オリヴィエ     |
| 素晴らしき哉、人生!  | RKOラジオ                                     | フランク・キャプラ         |
| 剃刀の刃             | 20世紀フォックス                              | ダリル・F・ザナック        |
| 子鹿物語             | メトロ・ゴールドウィン・メイヤー              | シドニー・フランクリン     |

| 作品名           | 製作会社                | プロデューサー             |
| ---------------- | ----------------------- | -------------------------- |
| 紳士協定         | 20世紀フォックス        | ダリル・F・ザナック        |
| 気まぐれ天使     | RKOラジオ               | サミュエル・ゴールドウィン |
| 十字砲火         | RKOラジオ               | エイドリアン・スコット     |
| 大いなる遺産     | ランク・シネギルド、U-I | ロナルド・ニーム           |
| 三十四丁目の奇蹟 | 20世紀フォックス        | ウィリアム・パールバーグ   |

| 作品名             | 製作会社                                                                                     | プロデューサー                                 |
| ------------------ | -------------------------------------------------------------------------------------------- | ---------------------------------------------- |
| ハムレット         | J・アーサー・ランクトゥ・シティズ・フィルムズ、                                              | ローレンス・オリヴィエ                         |
| ジョニー・ベリンダ | ワーナー・ブラザース                                                                         | ジェリー・ウォルド                             |
| 赤い靴             | ランク・オーガニセージョン、パウエル・アンド・プレスバーガー、イーグル＝ライオン・フィルムズ | マイケル・パウエル、エメリック・プレスバーガー |
| 蛇の穴             | 20世紀フォックス                                                                             | アナトール・リトヴァク、ロバート・バスラー     |
| 黄金               | ワーナー・ブラザース                                                                         | ヘンリー・ブランク                             |

| 作品名                   | 製作会社                         | プロデューサー       |
| ------------------------ | -------------------------------- | -------------------- |
| オール・ザ・キングスメン | ロッセン、コロンビア             | ロバート・ロッセン   |
| 戦場                     | メトロ・ゴールドウィン・メイヤー | ドア・シャリー       |
| 女相続人                 | パラマウント                     | ウィリアム・ワイラー |
| 三人の妻への手紙         | 20世紀フォックス                 | ソル・C・シーゲル    |
| 頭上の敵機               | 20世紀フォックス                 | ダリル・F・ザナック  |

### 1950年代
| 作品名               | 製作会社                         | プロデューサー          |
| -------------------- | -------------------------------- | ----------------------- |
| イヴの総て           | 20世紀フォックス                 | ダリル・F・ザナック     |
| ボーン・イエスタデイ | コロンビア                       | S・シルヴァン・サイモン |
| 花嫁の父             | メトロ・ゴールドウィン・メイヤー | パンドロ・S・バーマン   |
| キング・ソロモン     | メトロ・ゴールドウィン・メイヤー | サム・ジンバリスト      |
| サンセット大通り     | パラマウント                     | チャールズ・ブラケット  |

| 作品名             | 製作会社                         | プロデューサー                                 |
| ------------------ | -------------------------------- | ---------------------------------------------- |
| 巴里のアメリカ人   | メトロ・ゴールドウィン・メイヤー | アーサー・フリード                             |
| 暁前の決断         | 20世紀フォックス                 | アナトール・リトヴァク、フランク・マッカーシー |
| 陽のあたる場所     | パラマウント                     | ジョージ・スティーヴンス                       |
| クォ・ヴァディス   | メトロ・ゴールドウィン・メイヤー | サム・ジンバリスト                             |
| 欲望という名の電車 | ワーナー・ブラザース             | チャールズ・K・フェルドマン                    |

| 作品名           | 製作会社                         | プロデューサー                          |
| ---------------- | -------------------------------- | --------------------------------------- |
| 地上最大のショウ | パラマウント                     | セシル・B・デミル                       |
| 真昼の決闘       | ユナイテッド・アーティスツ       | スタンリー・クレイマー                  |
| 黒騎士           | メトロ・ゴールドウィン・メイヤー | パンドロ・S・バーマン                   |
| 赤い風車         | ユナイテッド・アーティスツ       | ジョン・ヒューストン                    |
| 静かなる男       | リパブリック                     | ジョン・フォード、メリアン・C・クーパー |

| 作品名               | 製作会社                         | プロデューサー           |
| -------------------- | -------------------------------- | ------------------------ |
| 地上より永遠に       | コロンビア                       | バディ・アドラー         |
| ジュリアス・シーザー | メトロ・ゴールドウィン・メイヤー | ジョン・ハウスマン       |
| 聖衣                 | 20世紀フォックス                 | フランク・ロス           |
| ローマの休日         | パラマウント                     | ウィリアム・ワイラー     |
| シェーン             | パラマウント                     | ジョージ・スティーヴンス |

| 作品名               | 製作会社                         | プロデューサー           |
| -------------------- | -------------------------------- | ------------------------ |
| 波止場               | コロンビア                       | サム・スピーゲル         |
| ケイン号の叛乱       | コロンビア                       | スタンリー・クレイマー   |
| 喝采                 | パラマウント                     | ウィリアム・パールバーグ |
| 掠奪された七人の花嫁 | メトロ・ゴールドウィン・メイヤー | ジャック・カミングス     |
| 愛の泉               | 20世紀フォックス                 | ソル・C・シーゲル        |

| 作品名             | 製作会社                   | プロデューサー         |
| ------------------ | -------------------------- | ---------------------- |
| マーティ           | ユナイテッド・アーティスツ | ハロルド・ヘクト       |
| 慕情               | 20世紀フォックス           | バディ・アドラー       |
| ミスタア・ロバーツ | ワーナー・ブラザース       | リーランド・ヘイワード |
| ピクニック         | コロンビア                 | フレッド・コールマー   |
| バラの刺青         | パラマウント               | ハル・B・ウォリス      |

| 作品名           | 製作会社                   | プロデューサー                                   |
| ---------------- | -------------------------- | ------------------------------------------------ |
| 八十日間世界一周 | ユナイテッド・アーティスツ | マイケル・トッド                                 |
| 友情ある説得     | アライド・アーティスツ     | ウィリアム・ワイラー                             |
| ジャイアンツ     | ワーナー・ブラザース       | ジョージ・スティーヴンス、ヘンリー・ジンスバーグ |
| 王様と私         | 20世紀フォックス           | チャールズ・ブラケット                           |
| 十戒             | パラマウント               | セシル・B・デミル                                |

| 作品名           | 製作会社                   | プロデューサー                         |
| ---------------- | -------------------------- | -------------------------------------- |
| 戦場にかける橋   | コロンビア                 | サム・スピーゲル                       |
| 青春物語         | 20世紀フォックス           | ジェリー・ウォルド                     |
| サヨナラ         | ワーナー・ブラザース       | ウィリアム・ゲッツ                     |
| 十二人の怒れる男 | ユナイテッド・アーティスツ | ヘンリー・フォンダ、レジナルド・ローズ |
| 情婦             | ユナイテッド・アーティスツ | アーサー・ホーンブロウ・Jr             |

| 作品名             | 製作会社                               | プロデューサー               |
| ------------------ | -------------------------------------- | ---------------------------- |
| 恋の手ほどき       | メトロ・ゴールドウィン・メイヤー       | アーサー・フリード           |
| メイム叔母さん     | ワーナー・ブラザース                   | ジャック・L・ワーナー        |
| 熱いトタン屋根の猫 | メトロ・ゴールドウィン・メイヤー       | ローレンス・ウェインガーテン |
| 手錠のまゝの脱獄   | クレイマー、ユナイテッド・アーティスツ | スタンリー・クレイマー       |
| 旅路               | ユナイテッド・アーティスツ             | ハロルド・ヘクト             |

| 作品名       | 製作会社                                               | プロデューサー                     |
| ------------ | ------------------------------------------------------ | ---------------------------------- |
| ベン・ハー   | メトロ・ゴールドウィン・メイヤー                       | サム・ジンバリスト（死後の受賞）   |
| 或る殺人     | コロンビア                                             | オットー・プレミンジャー           |
| アンネの日記 | 20世紀フォックス                                       | ジョージ・スティーヴンス           |
| 尼僧物語     | ワーナー・ブラザース                                   | ヘンリー・ブランク                 |
| 年上の女     | コンティネンタル、ブリティッシュ・ライオン・フィルムズ | ジョン・ウルフ、ジェームズ・ウルフ |

### 1960年代
| 作品名                            | 製作会社                   | プロデューサー       |
| --------------------------------- | -------------------------- | -------------------- |
| アパートの鍵貸します              | ユナイテッド・アーティスツ | ビリー・ワイルダー   |
| アラモ                            | ユナイテッド・アーティスツ | ジョン・ウェイン     |
| エルマー・ガントリー/魅せられた男 | ユナイテッド・アーティスツ | バーナード・スミス   |
| 息子と恋人                        | 20世紀フォックス           | ジェリー・ウォルド   |
| サンダウナーズ                    | ワーナー・ブラザース       | フレッド・ジンネマン |

| 作品名               | 製作会社                   | プロデューサー         |
| -------------------- | -------------------------- | ---------------------- |
| ウエスト・サイド物語 | ユナイテッド・アーティスツ | ロバート・ワイズ       |
| ファニー             | ワーナー・ブラザース       | ジョシュア・ローガン   |
| ナヴァロンの要塞     | コロンビア                 | カール・フォアマン     |
| ハスラー             | 20世紀フォックス           | ロバート・ロッセン     |
| ニュールンベルグ裁判 | ユナイテッド・アーティスツ | スタンリー・クレイマー |

| 作品名             | 製作会社                         | プロデューサー           |
| ------------------ | -------------------------------- | ------------------------ |
| アラビアのロレンス | コロンビア                       | サム・スピーゲル         |
| 史上最大の作戦     | 20世紀フォックス                 | ダリル・F・ザナック      |
| The Music Man      | ワーナー・ブラザース             | モートン・ダコスタ       |
| 戦艦バウンティ     | メトロ・ゴールドウィン・メイヤー | アーロン・ローゼンバーグ |
| アラバマ物語       | U-I                              | アラン・J・パクラ        |

| 作品名                       | 製作会社                                   | プロデューサー           |
| ---------------------------- | ------------------------------------------ | ------------------------ |
| トム・ジョーンズの華麗な冒険 | ユナイテッド・アーティスツ                 | トニー・リチャードソン   |
| アメリカ アメリカ            | ワーナー・ブラザース                       | エリア・カザン           |
| クレオパトラ                 | 20世紀フォックス                           | ウォルター・ウェンジャー |
| 西部開拓史                   | メトロ・ゴールドウィン・メイヤー、シネラマ | バーナード・スミス       |
| 野のユリ                     | ユナイテッド・アーティスツ                 | ラルフ・ネルソン         |

| 作品名                                                                            | 製作会社                               | プロデューサー                         |
| --------------------------------------------------------------------------------- | -------------------------------------- | -------------------------------------- |
| マイ・フェア・レディ                                                              | ワーナー・ブラザース                   | ジャック・L・ワーナー                  |
| ベケット                                                                          | パラマウント                           | ハル・B・ウォリス                      |
| 博士の異常な愛情 または私は如何にして心配するのを止めて水爆を愛するようになったか | コロンビア                             | スタンリー・キューブリック             |
| メリー・ポピンズ                                                                  | ウォルト・ディズニー・プロダクションズ | ウォルト・ディズニー、ビル・ウォルシュ |
| その男ゾルバ                                                                      | 20世紀フォックス                       | マイケル・カコヤニス                   |

| 作品名                       | 製作会社                         | プロデューサー         |
| ---------------------------- | -------------------------------- | ---------------------- |
| サウンド・オブ・ミュージック | 20世紀フォックス                 | ロバート・ワイズ       |
| ダーリング                   | エンバシー                       | ジョゼフ・ジャンニ     |
| ドクトル・ジバゴ             | メトロ・ゴールドウィン・メイヤー | カルロ・ポンティ       |
| 愚か者の船                   | コロンビア                       | スタンリー・クレイマー |
| 裏街・太陽の天使             | ユナイテッド・アーティスツ       | フレッド・コー         |

| 作品名                             | 製作会社                   | プロデューサー       |
| ---------------------------------- | -------------------------- | -------------------- |
| わが命つきるとも                   | コロンビア                 | フレッド・ジンネマン |
| アルフィー                         | パラマウント               | ルイス・ギルバート   |
| アメリカ上陸作戦                   | ユナイテッド・アーティスツ | ノーマン・ジュイソン |
| 砲艦サンパブロ                     | 20世紀フォックス           | ロバート・ワイズ     |
| バージニア・ウルフなんかこわくない | ワーナー・ブラザース       | アーネスト・レーマン |

| 作品名                 | 製作会社                             | プロデューサー            |
| ---------------------- | ------------------------------------ | ------------------------- |
| 夜の大捜査線           | ユナイテッド・アーティスツ           | ウォルター・ミリッシュ    |
| 俺たちに明日はない     | ワーナー・ブラザース、セブン・アーツ | ウォーレン・ベイティ      |
| ドリトル先生不思議な旅 | 20世紀フォックス                     | アーサー・P・ジェイコブズ |
| 卒業                   | アンバシー                           | ローレンス・ターマン      |
| 招かれざる客           | コロンビア                           | スタンリー・クレイマー    |

| 作品名                | 製作会社             | プロデューサー                                         |
| --------------------- | -------------------- | ------------------------------------------------------ |
| オリバー!             | コロンビア           | ジョン・ウルフ                                         |
| ファニー・ガール      | コロンビア           | レイ・スターク                                         |
| 冬のライオン          | アヴコ・エンバシー   | マーティン・ポール                                     |
| レーチェル レーチェル | ワーナー・ブラザース | ポール・ニューマン                                     |
| ロミオとジュリエット  | パラマウント         | アンソニー・ヘイヴロック＝アラン、ジョン・ブレイボーン |

| 作品名             | 製作会社                   | プロデューサー                           |
| ------------------ | -------------------------- | ---------------------------------------- |
| 真夜中のカーボーイ | ユナイテッド・アーティスツ | ジェローム・ヘルマン                     |
| 1000日のアン       | ユニバーサル               | ハル・B・ウォリス                        |
| 明日に向って撃て!  | 20世紀フォックス           | ジョン・フォアマン                       |
| ハロー・ドーリー!  | 20世紀フォックス           | アーネスト・レーマン                     |
| Z                  | シネマV                    | ジャック・ペラン、ハーメッド・ラチェディ |

### 1970年代
| 作品名                       | 製作会社         | プロデューサー                               |
| ---------------------------- | ---------------- | -------------------------------------------- |
| パットン大戦車軍団           | 20世紀フォックス | フランク・マッカーシー                       |
| 大空港                       | ユニバーサル     | ロス・ハンター                               |
| ファイブ・イージー・ピーセス | コロンビア       | ボブ・ラフェルソン、リチャード・ウェクスラー |
| ある愛の詩                   | パラマウント     | ハワード・G・ミンスキー                      |
| M★A★S★H マッシュ             | 20世紀フォックス | インゴ・プレミンジャー                       |

| 作品名                   | 製作会社                   | プロデューサー                |
| ------------------------ | -------------------------- | ----------------------------- |
| フレンチ・コネクション   | 20世紀フォックス           | フィリップ・ダントーニ        |
| 時計じかけのオレンジ     | ワーナー・ブラザース       | スタンリー・キューブリック    |
| 屋根の上のバイオリン弾き | ユナイテッド・アーティスツ | ノーマン・ジュイソン          |
| ラスト・ショー           | コロンビア                 | スティーブン・J・フリードマン |
| ニコライとアレクサンドラ | コロンビア                 | サム・スピーゲル              |

| 作品名           | 製作会社               | プロデューサー          |
| ---------------- | ---------------------- | ----------------------- |
| ゴッドファーザー | パラマウント           | アルバート・S・ラディ   |
| キャバレー       | アライド・アーティスツ | サイ・フュアー          |
| 脱出             | ワーナー・ブラザース   | ジョン・ブアマン        |
| 移民者たち       | ワーナー・ブラザース   | ベント・フォルスランド  |
| サウンダー       | 20世紀フォックス       | ロバート・B・ラドニッツ |

| 作品名                   | 製作会社                       | プロデューサー                                               |
| ------------------------ | ------------------------------ | ------------------------------------------------------------ |
| スティング               | ユニバーサル                   | トニー・ビル、マイケル・フィリップス、ジュリア・フィリップス |
| アメリカン・グラフィティ | ルーカスフィルム、ユニバーサル | フランシス・フォード・コッポラ、ゲイリー・カーツ             |
| 叫びとささやき           | ニューワールド・ピクチャーズ   | イングマール・ベルイマン                                     |
| エクソシスト             | ワーナー・ブラザース           | ウィリアム・ピーター・ブラッティ                             |
| ウィークエンド・ラブ     | アヴコ・エンバシー             | メルヴィン・フランク                                         |

| 作品名                     | 製作会社                               | プロデューサー                                                           |
| -------------------------- | -------------------------------------- | ------------------------------------------------------------------------ |
| ゴッドファーザー PART II   | パラマウント                           | フランシス・フォード・コッポラ、グレイ・フレデリクソン、フレッド・ルース |
| チャイナタウン             | パラマウント                           | ロバート・エヴァンス                                                     |
| カンバセーション…盗聴…     | パラマウント                           | フランシス・フォード・コッポラ                                           |
| レニー・ブルース           | ユナイテッド・アーティスツ             | マーヴィン・ワース                                                       |
| タワーリング・インフェルノ | 20世紀フォックス、ワーナー・ブラザース | アーウィン・アレン                                                       |

| 作品名             | 製作会社                   | プロデューサー                                   |
| ------------------ | -------------------------- | ------------------------------------------------ |
| カッコーの巣の上で | ユナイテッド・アーティスツ | ソウル・ゼインツ、マイケル・ダグラス             |
| バリー・リンドン   | ワーナー・ブラザース       | スタンリー・キューブリック                       |
| 狼たちの午後       | ワーナー・ブラザース       | マーティン・ブレグマン、マーティン・エルファンド |
| ジョーズ           | ユニバーサル               | リチャード・D・ザナック                          |
| ナッシュビル       | パラマウント               | ロバート・アルトマン                             |

| 作品名                            | 製作会社                                                     | プロデューサー                                 |
| --------------------------------- | ------------------------------------------------------------ | ---------------------------------------------- |
| ロッキー                          | ユナイテッド・アーティスツ                                   | アーウィン・ウィンクラー、ロバート・チャートフ |
| 大統領の陰謀                      | ワーナー・ブラザース                                         | ウォルター・コブレンツ                         |
| ウディ・ガスリー/わが心のふるさと | ユナイテッド・アーティスツ                                   | ロバート・F・ブラモフ、ハロルド・レヴェンサル  |
| ネットワーク                      | メトロ・ゴールドウィン・メイヤー、ユナイテッド・アーティスツ | ハワード・ゴットフリード                       |
| タクシードライバー                | コロンビア                                                   | マイケル・フィリップス、ジュリア・フィリップス |

| 作品名           | 製作会社                                               | プロデューサー                         |
| ---------------- | ------------------------------------------------------ | -------------------------------------- |
| アニー・ホール   | ユナイテッド・アーティスツ                             | チャールズ・H・ジョフィ                |
| グッバイガール   | メトロ・ゴールドウィン・メイヤー、ワーナー・ブラザース | レイ・スターク                         |
| ジュリア         | 20世紀フォックス、                                     | リチャード・ロス                       |
| スター・ウォーズ | ルーカスフィルム、20世紀フォックス                     | ゲイリー・カーツ                       |
| 愛と喝采の日々   | 20世紀フォックス                                       | ハーバート・ロス、アーサー・ローレンツ |

| 作品名                     | 製作会社                   | プロデューサー                                                                     |
| -------------------------- | -------------------------- | ---------------------------------------------------------------------------------- |
| ディア・ハンター           | ユニバーサル               | バリー・スパイキングス、マイケル・ディーリー、マイケル・チミノ、ジョン・リヴェラル |
| 帰郷                       | ユナイテッド・アーティスツ | ジェローム・ヘルマン                                                               |
| 天国から来たチャンピオン   | パラマウント               | ウォーレン・ベイティ                                                               |
| ミッドナイト・エクスプレス | コロンビア                 | アラン・マーシャル、デヴィッド・パットナム                                         |
| 結婚しない女               | 20世紀フォックス           | ポール・マザースキー、トニー・レイ                                                 |

| 作品名                 | 製作会社                   | プロデューサー                                                                                 |
| ---------------------- | -------------------------- | ---------------------------------------------------------------------------------------------- |
| クレイマー、クレイマー | コロンビア                 | スタンリー・R・ジャッフェ                                                                      |
| オール・ザット・ジャズ | 20世紀フォックス           | ロバート・アラン・アーサー（死後のノミネート）                                                 |
| 地獄の黙示録           | ユナイテッド・アーティスツ | フランシス・フォード・コッポラ、フレッド・ルース、グレイ・フレデリクソン、トム・スターンバーグ |
| ヤング・ゼネレーション | 20世紀フォックス           | ピーター・イェーツ                                                                             |
| ノーマ・レイ           | 20世紀フォックス           | タマラ・アセイエフ、アレックス・ローズ                                                         |

### 1980年代
| 作品名                  | 製作会社                   | プロデューサー                                 |
| ----------------------- | -------------------------- | ---------------------------------------------- |
| 普通の人々              | パラマウント               | ロナルド・L・シュワリー                        |
| 歌え!ロレッタ愛のために | ユニバーサル               | バーナード・シュワルツ                         |
| エレファント・マン      | パラマウント               | ジョナサン・サンガー                           |
| レイジング・ブル        | ユナイテッド・アーティスツ | アーウィン・ウィンクラー、ロバート・チャートフ |
| テス                    | コロンビア                 | クロード・ベリ、ティモシー・バリル             |

| 作品名                            | 製作会社                                     | プロデューサー         |
| --------------------------------- | -------------------------------------------- | ---------------------- |
| 炎のランナー                      | ザ・ラッド・カンパニー、ワーナー・ブラザース | デヴィッド・パットナム |
| アトランティック・シティ          | パラマウント                                 | ドニ・エロー           |
| 黄昏                              | ITC、ユニバーサル                            | ブルース・ギルバード   |
| レイダース/失われたアーク《聖櫃》 | ルーカスフィルム、パラマウント               | フランク・マーシャル   |
| レッズ                            | パラマウント                                 | ウォーレン・ベイティ   |

| 作品名     | 製作会社         | プロデューサー                                     |
| ---------- | ---------------- | -------------------------------------------------- |
| ガンジー   | コロンビア       | リチャード・アッテンボロー                         |
| E.T.       | ユニバーサル     | スティーヴン・スピルバーグ、キャスリーン・ケネディ |
| ミッシング | ユニバーサル     | エドワード・ルイス、ミルドレッド・ルイス           |
| トッツィー | コロンビア       | シドニー・ポラック、ディック・リチャーズ           |
| 評決       | 20世紀フォックス | リチャード・D・ザナック、デイヴィッド・ブラウン    |

| 作品名             | 製作会社                                     | プロデューサー                                 |
| ------------------ | -------------------------------------------- | ---------------------------------------------- |
| 愛と追憶の日々     | パラマウント                                 | ジェームズ・L・ブルックス                      |
| 再会の時           | コロンビア                                   | マイケル・シャンバーグ                         |
| ドレッサー         | コロンビア                                   | ピーター・イェーツ                             |
| ライトスタッフ     | ワーナー・ブラザース、ザ・ラッド・カンパニー | アーウィン・ウィンクラー、ロバート・チャートフ |
| テンダー・マーシー | EMIフィルムズ、ユニバーサル                  | フィリップ・S・ホベル                          |

| 作品名                     | 製作会社             | プロデューサー                                                         |
| -------------------------- | -------------------- | ---------------------------------------------------------------------- |
| アマデウス                 | オライオン           | ソウル・ゼインツ                                                       |
| キリング・フィールド       | ワーナー・ブラザース | デヴィッド・パットナム                                                 |
| インドへの道               | コロンビア           | ジョン・ブラボーン、リチャード・B・グッドウィン                        |
| プレイス・イン・ザ・ハート | トライスター         | アーレン・ドノヴァン                                                   |
| ソルジャー・ストーリー     | コロンビア           | ノーマン・ジュイソン、ロナルド・L・シュワリー、パトリック・J・パーマー |

| 作品名                    | 製作会社                                      | プロデューサー                                                                                   |
| ------------------------- | --------------------------------------------- | ------------------------------------------------------------------------------------------------ |
| 愛と哀しみの果て          | ユニバーサル                                  | シドニー・ポラック                                                                               |
| カラーパープル            | ワーナー・ブラザース                          | スティーヴン・スピルバーグ、キャスリーン・ケネディ、フランク・マーシャル、クインシー・ジョーンズ |
| 蜘蛛女のキス              | アイランド・アライブ                          | デヴィッド・ワイズマン                                                                           |
| 女と男の名誉              | 20世紀フォックス、ABCモーション・ピクチャーズ | ジョン・フォアマン                                                                               |
| 刑事ジョン・ブック 目撃者 | パラマウント                                  | エドワード・S・フェルドマン                                                                      |

| 作品名           | 製作会社             | プロデューサー                                |
| ---------------- | -------------------- | --------------------------------------------- |
| プラトーン       | オライオン           | アーノルド・コペルソン                        |
| 愛は静けさの中に | パラマウント         | バート・シュガーマン、パトリック・J・パーマー |
| ハンナとその姉妹 | オライオン           | ロバート・グリーンハット                      |
| ミッション       | ワーナー・ブラザース | フェルナンド・ギア、デヴィッド・パットナム    |
| 眺めのいい部屋   | シネコム             | イスマイル・マーチャント                      |

| 作品名                     | 製作会社                         | プロデューサー                                  |
| -------------------------- | -------------------------------- | ----------------------------------------------- |
| ラストエンペラー           | コロンビア                       | ジェレミー・トーマス                            |
| ブロードキャスト・ニュース | 20世紀フォックス                 | ジェームズ・L・ブルックス                       |
| 危険な情事                 | パラマウント                     | スタンリー・R・ジャッフェ、シェリー・ランシング |
| 戦場の小さな天使たち       | コロンビア                       | ジョン・ブアマン                                |
| 月の輝く夜に               | メトロ・ゴールドウィン・メイヤー | パトリック・J・パーマー、ノーマン・ジュイソン   |

| 作品名                   | 製作会社                   | プロデューサー                                               |
| ------------------------ | -------------------------- | ------------------------------------------------------------ |
| レインマン               | ユナイテッド・アーティスツ | マーク・ジョンソン                                           |
| 偶然の旅行者             | ワーナー・ブラザース       | ローレンス・カスダン、チャールズ・オークン、マイケル・グリロ |
| 危険な関係               | ワーナー・ブラザース       | ノーマ・ヘイマン、ハンク・ムーンジーン                       |
| ミシシッピー・バーニング | オライオン                 | フレデリック・ゾロ、ロバート・F・コールズベリー              |
| ワーキング・ガール       | 20世紀フォックス           | ダグラス・ウィック                                           |

| 作品名                       | 製作会社                     | プロデューサー                                                     |
| ---------------------------- | ---------------------------- | ------------------------------------------------------------------ |
| ドライビング Miss デイジー   | ワーナー・ブラザース         | リチャード・D・ザナック、リリ・フィニー・ザナック                  |
| 7月4日に生まれて             | ユニバーサル                 | A・キットマン・ホー、オリバー・ストーン                            |
| いまを生きる                 | タッチストーン・ピクチャーズ | スティーヴン・ハーフ、ポール・ユンガー・ウィット、トニー・トーマス |
| フィールド・オブ・ドリームス | ユニバーサル                 | ローレンス・ゴードン、チャールズ・ゴードン                         |
| マイ・レフトフット           | ミラマックス                 | ノエル・ピアソン                                                   |

### 1990年代
| 作品名                    | 製作会社             | プロデューサー                                |
| ------------------------- | -------------------- | --------------------------------------------- |
| ダンス・ウィズ・ウルブズ  | オライオン           | ジム・ウィルソン、ケビン・コスナー            |
| レナードの朝              | コロンビア           | ウォルター・F・パークス、ローレンス・ラスカー |
| ゴースト/ニューヨークの幻 | パラマウント         | リサ・ウィンスタイン                          |
| ゴッドファーザー PART III | パラマウント         | フランシス・フォード・コッポラ                |
| グッドフェローズ          | ワーナー・ブラザース | アーウィン・ウィンクラー                      |

| 作品名                              | 製作会社             | プロデューサー                                                 |
| ----------------------------------- | -------------------- | -------------------------------------------------------------- |
| 羊たちの沈黙                        | オライオン           | エドワード・サクソン、ケネス・ウット、ロン・ボズマン           |
| 美女と野獣                          | ディズニー           | ドン・ハーン                                                   |
| バグジー                            | トライスター         | マーク・ジョンソン、バリー・レヴィンソン、ウォーレン・ベイティ |
| JFK                                 | ワーナー・ブラザース | A・キットマン・ホー、オリバー・ストーン                        |
| サウス・キャロライナ/愛と追憶の彼方 | コロンビア           | バーブラ・ストライサンド、アンドリュー・S・カーシュ            |

| 作品名                          | 製作会社                                             | プロデューサー                             |
| ------------------------------- | ---------------------------------------------------- | ------------------------------------------ |
| 許されざる者                    | ワーナー・ブラザース                                 | クリント・イーストウッド                   |
| クライング・ゲーム              | ミラマックス                                         | スティーヴン・ウーリー                     |
| ア・フュー・グッドメン          | コロンビア、キャッスル・ロック・エンターテインメント | ロブ・ライナー、アンドリュー・シェインマン |
| ハワーズ・エンド                | ソニー・ピクチャーズ クラシックス                    | イスマイル・マーチャント                   |
| セント・オブ・ウーマン/夢の香り | ユニバーサル、                                       | マーティン・ブレスト                       |

| 作品名             | 製作会社             | プロデューサー                                                            |
| ------------------ | -------------------- | ------------------------------------------------------------------------- |
| シンドラーのリスト | ユニバーサル         | スティーヴン・スピルバーグ、ジェラルド・R・モーレン、ブランコ・ラスティグ |
| 逃亡者             | ワーナー・ブラザース | アーノルド・コペルソン                                                    |
| 父の祈りを         | ユニバーサル、       | ジム・シェリダン                                                          |
| ピアノ・レッスン   | ミラマックス         | ジェーン・カンピオン                                                      |
| 日の名残り         | コロンビア           | マイク・ニコルズ、ジョン・キャリー、イスマイル・マーチャント              |

| 作品名                      | 製作会社                                                 | プロデューサー                                                                             |
| --------------------------- | -------------------------------------------------------- | ------------------------------------------------------------------------------------------ |
| フォレスト・ガンプ/一期一会 | パラマウント                                             | ウェンディ・フィネルマン、スティーヴ・ティッシュ、スティーヴ・スターキー                   |
| フォー・ウェディング        | ポリグラム・フィルムド・エンターテインメント、グラマシー | ダンカン・ケンウォーシー                                                                   |
| パルプ・フィクション        | ミラマックス                                             | ローレンス・ベンダー                                                                       |
| クイズ・ショウ              | ハリウッド・ピクチャーズ                                 | マイケル・ジェイコブス、ジュリアン・クレイニン、マイケル・ノジク、ロバート・レッドフォード |
| ショーシャンクの空に        | コロンビア、キャッスル・ロック・エンターテインメント     | ニキ・マーヴィン                                                                           |

| 作品名             | 製作会社                                     | プロデューサー                                                                                     |
| ------------------ | -------------------------------------------- | -------------------------------------------------------------------------------------------------- |
| ブレイブハート     | パラマウント、アイコン、20世紀フォックス     | メル・ギブソン、アラン・ラッド・Jr、ブルース・デイヴィ                                             |
| アポロ13           | ユニバーサル、イマジン・エンターテインメント | ブライアン・グレイザー                                                                             |
| ベイブ             | ユニバーサル                                 | ビル・ミラー、ジョージ・ミラー、ダグ・ミッチェル                                                   |
| イル・ポスティーノ | ミラマックス                                 | マリオ・チェッキ・ゴーリ（死後のノミネート）、ヴィットリオ・チェッキ・ゴーリ、ガエターノ・ダニエル |
| いつか晴れた日に   | コロンビア                                   | リンゼイ・ドーラン                                                                                 |

| 作品名                       | 製作会社                                                 | プロデューサー                                                                        |
| ---------------------------- | -------------------------------------------------------- | ------------------------------------------------------------------------------------- |
| イングリッシュ・ペイシェント | ミラマックス                                             | ソウル・ゼインツ                                                                      |
| ファーゴ                     | ポリグラム・フィルムド・エンターテインメント、グラマシー | イーサン・コーエン、                                                                  |
| ザ・エージェント             | グレイシー・フィルム、トライスター                       | ジェームズ・L・ブルックス、ローレンス・マーク、リチャード・サカイ、キャメロン・クロウ |
| 秘密と嘘                     | オクトバー・フィルムズ                                   | サイモン・チャニング＝ウィリアムズ                                                    |
| シャイン                     | フィン・ライン・フィーチャーズ                           | ジェーン・スコット                                                                    |

| 作品名                              | 製作会社                                                             | プロデューサー                                                        |
| ----------------------------------- | -------------------------------------------------------------------- | --------------------------------------------------------------------- |
| タイタニック                        | ライトストーム・エンターテインメント、20世紀フォックス、パラマウント | ジェームズ・キャメロン、ジョン・ランドー                              |
| 恋愛小説家                          | トライスター                                                         | ジェームズ・L・ブルックス、ブリジット・ジョンソン、クリスティ・ズィー |
| フル・モンティ                      | フォックス・サーチライト                                             | ウベルト・パゾリーニ                                                  |
| グッド・ウィル・ハンティング/旅立ち | ミラマックス                                                         | ローレンス・ベンダー                                                  |
| L.A.コンフィデンシャル              | ワーナー・ブラザース                                                 | カーティス・ハンソン、アーノン・ミルチャン、マイケル・G・ネイサンソン |

| 作品名                       | 製作会社                                                 | プロデューサー |
| ---------------------------- | -------------------------------------------------------- | --- |
| 恋におちたシェイクスピア     | ミラマックス、ユニバーサル                               | デヴィッド・パーフィット、ドナ・ジグリオッティ、ハーヴェイ・ワインスタイン、エドワード・ズウィック、マーク・ノーマン |
| エリザベス                   | ポリグラム・フィルムド・エンターテインメント、グラマシー | シェーカル・カプール、アリソン・オーウェン、エリック・フェルナー、ティム・ビーヴァン                                 |
| ライフ・イズ・ビューティフル | ミラマックス                                             | エルダ・フェッリ、ジャンルイジ・ブラスキ                                                                             |
| プライベート・ライアン       | ドリームワークス、パラマウント                           | スティーヴン・スピルバーグ、イアン・ブライス、マーク・ゴードン、ゲイリー・レヴィンソン                               |
| シン・レッド・ライン         | 20世紀フォックス                                         | ロバート・マイケル・ゲイスラー、ジョン・ロバデュー、グラント・ヒル                                                   |

| 作品名                   | 製作会社                                                       | プロデューサー                                                                        |
| ------------------------ | -------------------------------------------------------------- | ------------------------------------------------------------------------------------- |
| アメリカン・ビューティー | ドリームワークス                                               | ブルース・コーエン、ダン・ジンクス                                                    |
| サイダーハウス・ルール   | ミラマックス                                                   | リチャード・N・グラッドスタイン                                                       |
| グリーンマイル           | キャッスル・ロック・エンターテインメント、ワーナー・ブラザース | フランク・ダラボン、デヴィッド・ヴァルデス                                            |
| インサイダー             | タッチストーン・ピクチャーズ                                   | ピーター・ジャン・ブルージ、マイケル・マン                                            |
| シックス・センス         | ハリウッド・ピクチャーズ                                       | フランク・マーシャル、キャスリーン・ケネディ、バリー・メンデル、M・ナイト・シャマラン |

### 2000年代
| 作品名                 | 製作会社                           | プロデューサー                                                             |
| ---------------------- | ---------------------------------- | -------------------------------------------------------------------------- |
| グラディエーター       | ドリームワークス、ユニバーサル     | ダグラス・ウィック、デヴィッド・フランゾーニ、ブランコ・ラスティグ         |
| ショコラ               | ミラマックス                       | デイヴィッド・ブラウン、キット・ゴールデン、レスリー・ホレラン             |
| グリーン・デスティニー | ソニー・ピクチャーズ・クラシックス | ウィリアム・コン、シュー・リー・コン、アン・リー                           |
| エリン・ブロコビッチ   | ユニバーサル、コロンビア           | ダニー・デヴィート、マイケル・シャンバーグ、ステイシー・シェア             |
| トラフィック           | フォーカス・フィーチャーズ         | エドワード・ズウィック、マーシャル・ハースコビッツ、ローラ・ビックフォード |

| 作品名                   | 製作会社                       | プロデューサー                                                  |
| ------------------------ | ------------------------------ | --------------------------------------------------------------- |
| ビューティフル・マインド | ドリームワークス、ユニバーサル | ブライアン・グレイザー、ロン・ハワード                          |
| ゴスフォード・パーク     | USAフィルムズ                  | ロバート・アルトマン、ボブ・バラバン、デヴィッド・レヴィ        |
| イン・ザ・ベッドルーム   | ミラマックス                   | グレアム・リーダー、ロス・カッツ、トッド・フィールド            |
| ロード・オブ・ザ・リング | ニュー・ライン・シネマ         | ピーター・ジャクソン、フラン・ウォルシュ、バリー・M・オズボーン |
| ムーラン・ルージュ       | 20世紀フォックス               | マーティン・ブラウン、バズ・ラーマン、フレッド・バロン          |

| 作品名                            | 製作会社                   | プロデューサー                                                  |
| --------------------------------- | -------------------------- | --------------------------------------------------------------- |
| シカゴ                            | ミラマックス               | マーティン・リチャーズ                                          |
| ギャング・オブ・ニューヨーク      | ミラマックス               | アルベルト・グリマルディ、ハーヴェイ・ワインスタイン            |
| めぐりあう時間たち                | パラマウント、ミラマックス | スコット・ルーディン、ロバート・フォックス                      |
| ロード・オブ・ザ・リング/二つの塔 | ニュー・ライン・シネマ     | バリー・M・オズボーン、フラン・ウォルシュ、ピーター・ジャクソン |
| 戦場のピアニスト                  | フォーカス・フィーチャーズ | ロマン・ポランスキー、ロベール・ベンムッサ、アラン・サルド      |

| 作品名                            | 製作会社                                     | プロデューサー                                                             |
| --------------------------------- | -------------------------------------------- | -------------------------------------------------------------------------- |
| ロード・オブ・ザ・リング/王の帰還 | ニュー・ライン・シネマ                       | バリー・M・オズボーン、ピーター・ジャクソン、フラン・ウォルシュ            |
| ロスト・イン・トランスレーション  | フォーカス・フィーチャーズ                   | ロス・カッツ、ソフィア・コッポラ                                           |
| マスター・アンド・コマンダー      | 20世紀フォックス、ミラマックス、ユニバーサル | サミュエル・ゴールドウィン・Jr、ピーター・ウィアー、ダンカン・ヘンダーソン |
| ミスティック・リバー              | ワーナー・ブラザース                         | ロバート・ロレンツ、ジュディ・G・ホイト、クリント・イーストウッド          |
| シービスケット                    | ドリームワークス、ユニバーサル               | キャスリーン・ケネディ、フランク・マーシャル、ゲイリー・ロス               |

| 作品名                   | 製作会社                           | プロデューサー                                                                 |
| ------------------------ | ---------------------------------- | ------------------------------------------------------------------------------ |
| ミリオンダラー・ベイビー | ワーナー・ブラザース               | クリント・イーストウッド、アルバート・S・ラディ、トム・ローゼンバーグ          |
| アビエイター             | ワーナー・ブラザース、ミラマックス | マイケル・マン、グレアム・キング                                               |
| ネバーランド             | ミラマックス                       | リチャード・N・グラッドスタイン、ネリー・ベルフラワー                          |
| Ray/レイ                 | ユニバーサル                       | テイラー・ハックフォード、スチュアート・ベンジャミン、ハワード・ボールドウィン |
| サイドウェイ             | フォックス・サーチライト           | マイケル・ロンドン                                                             |

| 作品名                     | 製作会社                       | プロデューサー                                                       |
| -------------------------- | ------------------------------ | -------------------------------------------------------------------- |
| クラッシュ                 | ライオンズゲート               | ポール・ハギス、キャシー・シュルマン                                 |
| ブロークバック・マウンテン | フォーカス・フィーチャーズ     | ダイアナ・オサナ、ジェームズ・シェイマス                             |
| カポーティ                 | ユナイテッド・アーティスツ     | キャロライン・バロン、マイケル・オホーヴェン、ウィリアム・ヴィンス   |
| グッドナイト&グッドラック  | ワーナー・ブラザース           | グラント・ヘスロヴ                                                   |
| ミュンヘン                 | ドリームワークス、ユニバーサル | スティーヴン・スピルバーグ、キャスリーン・ケネディ、バリー・メンデル |

| 作品名                     | 製作会社                   | プロデューサー                                                             |
| -------------------------- | -------------------------- | -------------------------------------------------------------------------- |
| ディパーテッド             | ワーナー・ブラザース       | グレアム・キング                                                           |
| バベル                     | パラマウント・ヴァンテージ | アレハンドロ・ゴンサレス・イニャリトゥ、スティーヴ・ゴリン、ジョン・キリク |
| 硫黄島からの手紙           | ワーナー・ブラザース       | クリント・イーストウッド、スティーヴン・スピルバーグ、ロバート・ロレンツ   |
| リトル・ミス・サンシャイン | フォックス・サーチライト   | デヴィッド・T・フレンドリー、ピーター・サラフ、マーク・タートルトーブ      |
| クィーン                   | ミラマックス               | アンディ・ハリース、クリスティーン・ランガン、トレイシー・シーウォード     |

| 作品名                       | 製作会社                                 | プロデューサー                                                     |
| ---------------------------- | ---------------------------------------- | ------------------------------------------------------------------ |
| ノーカントリー               | ミラマックス、パラマウント・ヴァンテージ | スコット・ルーディン、イーサン・コーエン、ジョエル・コーエン       |
| つぐない                     | フォーカス・フィーチャーズ               | ティム・ビーヴァン、エリック・フェルナー、ポール・ウェブスター     |
| JUNO/ジュノ                  | フォックス・サーチライト                 | メイソン・ノヴィック、リアンヌ・ハルフォン、ラッセル・スミス       |
| フィクサー                   | ワーナー・ブラザース                     | ジェニファー・フォックス、ケリー・オレント、シドニー・ポラック     |
| ゼア・ウィル・ビー・ブラッド | パラマウント・ヴァンテージ、ミラマックス | ポール・トーマス・アンダーソン、ダニエル・ルピ、ジョアン・セアラー |

| 作品名                          | 製作会社                                       | プロデューサー |
| ------------------------------- | ---------------------------------------------- | --- |
| スラムドッグ$ミリオネア         | フォックス・サーチライト、ワーナー・ブラザース | クリスチャン・コルソン |
| ベンジャミン・バトン 数奇な人生 | パラマウント、ワーナー・ブラザース             | キャスリーン・ケネディ、フランク・マーシャル、セアン・チャフィン                                                             |
| フロスト×ニクソン               | ユニバーサル                                   | ロン・ハワード、ブライアン・グレイザー、エリック・フェルナー                                                                 |
| ミルク                          | フォーカス・フィーチャーズ                     | ブルース・コーエン、ダン・ジンクス                                                                                           |
| 愛を読むひと                    | ワインスタイン・カンパニー                     | アンソニー・ミンゲラ（死後のノミネート）、シドニー・ポラック（死後のノミネート）、ドナ・ジグリオッティ、レッドモンド・モリス |

| 作品名                     | 製作会社                                               | プロデューサー                                                                 |
| -------------------------- | ------------------------------------------------------ | ------------------------------------------------------------------------------ |
| ハート・ロッカー           | サミット・エンターテインメント                         | キャスリン・ビグロー、マーク・ボール、ニコラ・シャルティエ、グレッグ・シャピロ |
| アバター                   | ライトストーム・エンターテインメント、20世紀フォックス | ジェームズ・キャメロン、ジョン・ランドー                                       |
| しあわせの隠れ場所         | ワーナー・ブラザース                                   | ギル・ネッター、アンドリュー・A・コソーヴ、ブロデリック・ジョンソン            |
| 第9地区                    | トライスター                                           | ピーター・ジャクソン、キャロリン・カニンガム                                   |
| 17歳の肖像                 | ソニー・ピクチャーズ・クラシックス                     | フィノラ・ドワイヤー、アマンダ・ポージー                                       |
| イングロリアス・バスターズ | ワインスタイン・カンパニー、ユニバーサル               | ローレンス・ベンダー                                                           |
| プレシャス                 | ライオンズゲート・エンターテインメント                 | リー・ダニエルズ、セイラ・シーゲル＝マグネス、ゲイリー・マグネス               |
| シリアスマン               | フォーカス・フィーチャーズ                             | ジョエル・コーエン、イーサン・コーエン                                         |
| カールじいさんの空飛ぶ家   | ディズニー/ピクサー                                    | ジョナス・リベラ                                                               |
| マイレージ、マイライフ     | パラマウント                                           | ダニエル・タビッキ、アイヴァン・ライトマン、ジェイソン・ライトマン             |

### 2010年代
| 作品名                   | 製作会社                       | プロデューサー                                                                     |
| ------------------------ | ------------------------------ | ---------------------------------------------------------------------------------- |
| 英国王のスピーチ         | ワインスタイン・カンパニー     | イアン・カニング、エミール・シャーマン、ガレス・アンウィン                         |
| ブラック・スワン         | フォックス・サーチライト       | スコット・フランクリン、マイク・メダヴォイ、ブライアン・オリヴァー                 |
| ザ・ファイター           | パラマウント                   | デヴィッド・ホバーマン、トッド・リーバーマン、マーク・ウォールバーグ               |
| インセプション           | ワーナー・ブラザース           | クリストファー・ノーラン、エマ・トーマス                                           |
| キッズ・オールライト     | フォーカス・フィーチャーズ     | ゲイリー・ギルバート、ジェフリー・レヴィ＝ヒント、セリーヌ・ラトレイ               |
| 127時間                  | フォックス・サーチライト       | ダニー・ボイル、クリスチャン・コルソン                                             |
| ソーシャル・ネットワーク | コロンビア                     | デイナ・ブルネッティ、セアン・チャフィン、マイケル・デ・ルカ、スコット・ルーディン |
| トイ・ストーリー3        | ディズニー/ピクサー            | ダーラ・K・アンダーソン                                                            |
| トゥルー・グリット       | パラマウント                   | イーサン・コーエン、ジョエル・コーエン、スコット・ルーディン                       |
| ウィンターズ・ボーン     | ロードサイド・アトラクションズ | アン・ロゼリーニ、アリックス・マディガン                                           |

| 作品名                                   | 製作会社                           | プロデューサー                                                     |
| ---------------------------------------- | ---------------------------------- | ------------------------------------------------------------------ |
| アーティスト                             | ワインスタイン・カンパニー         | トマ・ラングマン                                                   |
| ファミリー・ツリー                       | フォックス・サーチライト           | アレクサンダー・ペイン、ジム・バーク、ジム・テイラー               |
| ものすごくうるさくて、ありえないほど近い | ワーナー・ブラザース               | スコット・ルーディン                                               |
| ヘルプ 〜心がつなぐストーリー〜          | タッチストーン                     | クリス・コロンバス、マイケル・バーナサン、ブランソン・グリーン     |
| ヒューゴの不思議な発明                   | パラマウント                       | グレアム・キング、マーティン・スコセッシ                           |
| ミッドナイト・イン・パリ                 | ソニー・ピクチャーズ・クラシックス | レッティ・アロンソン、スティーヴン・テネンバウム                   |
| マネーボール                             | コロンビア                         | マイケル・デ・ルカ、レイチェル・ホロヴィッツ、ブラッド・ピット     |
| ツリー・オブ・ライフ                     | フォックス・サーチライト           | デデ・ガードナー、サラ・グリーン、グラント・ヒル、ビル・ポーラッド |
| 戦火の馬                                 | タッチストーン                     | スティーヴン・スピルバーグ、キャスリーン・ケネディ                 |

| 作品名                                 | 製作会社                                     | プロデューサー                                                                               |
| -------------------------------------- | -------------------------------------------- | -------------------------------------------------------------------------------------------- |
| アルゴ                                 | ワーナー・ブラザース                         | グラント・ヘスロヴ、ベン・アフレック、ジョージ・クルーニー                                   |
| ジャンゴ 繋がれざる者                  | ワインスタイン・カンパニー、コロンビア       | ステイシー・シェア、レジナルド・ハドリン、ピラー・サヴォン                                   |
| レ・ミゼラブル                         | ユニバーサル                                 | ティム・ビーヴァン、エリック・フェルナー、デブラ・ヘイワード、キャメロン・マッキントッシュ   |
| ライフ・オブ・パイ/トラと漂流した227日 | フォックス                                   | アン・リー、ギル・ネッター、デヴィッド・ウォマーク                                           |
| リンカーン                             | タッチストーン、ドリームワークス、フォックス | スティーヴン・スピルバーグ、キャスリーン・ケネディ                                           |
| 世界にひとつのプレイブック             | ワインスタイン・カンパニー                   | ブルース・コーエン、ドナ・ジグリオッティ、ジョナサン・ゴードン                               |
| ゼロ・ダーク・サーティ                 | コロンビア                                   | マーク・ボール、キャスリン・ビグロー、ミーガン・エリソン                                     |
| 愛、アムール                           | ソニー・ピクチャーズ・クラシックス           | マルガレート・メネゴス、シュテファン・アルント、ファイト・ハイドゥシュカ、ミヒャエル・カッツ |
| ハッシュパピー 〜バスタブ島の少女〜    | フォックス・サーチライト                     | ダン・ジャンヴィー、マイケル・ゴットワルド、ジョシュ・ペン                                   |

| 作品名                           | 製作会社 | プロデューサー                                                                                               |
| -------------------------------- | --- | --- |
| それでも夜は明ける               | フォックス・サーチライト、リージェンシー・エンタープライズ、リバー・ロード・エンターテインメント、プランBエンターテインメント、ニュー・リージェンシー・ピクチャーズ、フィルム4・プロダクションズ | ブラッド・ピット、デデ・ガードナー、ジェレミー・クライナー、スティーヴ・マックイーン、アンソニー・カタガス   |
| アメリカン・ハッスル             | コロンビア、アトラス・エンターテインメント、アンナプルナ・ピクチャーズ | チャールズ・ローヴェン、リチャード・サックル、ミーガン・エリソン、ジョナサン・ゴードン                       |
| キャプテン・フィリップス         | コロンビア、マイケル・デ・ルカ・プロダクションズ、スコット・ルーディン・プロダクションズ、トリガー・ストリート                                                                                   | スコット・ルーディン、デイナ・ブルネッティ、マイケル・デ・ルカ                                               |
| ダラス・バイヤーズクラブ         | フォーカス・フィーチャーズ、トゥルース・エンターテインメント、ボルテージ・ピクチャーズ | ロビー・ブレナー、レイチェル・ウィンター                                                                     |
| ゼロ・グラビティ                 | ワーナー・ブラザース、エスペラント・フィルモ、ヘイデイ・フィルムズ | アルフォンソ・キュアロン、デヴィッド・ハイマン                                                               |
| her/世界でひとつの彼女           | ワーナー・ブラザース、エンターテインメント・フィルム・ディストリビューターズ、アンナプルナ・ピクチャーズ                                                                                         | ミーガン・エリソン、スパイク・ジョーンズ、ヴィンセント・ランディ                                             |
| ネブラスカ ふたつの心をつなぐ旅  | パラマウント・ヴァンテージ、エコー・レイク・エンターテインメント、フィルムネーション・エンターテインメント                                                                                       | アルバート・バーガー、ロン・イェルザ                                                                         |
| あなたを抱きしめる日まで         | ワインスタイン・カンパニー、BBCフィルムズ、BFI、Canal+、ベビー・カウ・プロダクションズ、マグノリア・メイ・フィルムズ                                                                             | ガブリエル・ターナ、スティーヴ・クーガン、トレイシー・シーウォード                                           |
| ウルフ・オブ・ウォールストリート | パラマウント、レッド・グランティ・ピクチャーズ、アッピアン・ウェイ・プロダクションズ、シケリア・プロダクションズ、Emjag Productions                                                              | マーティン・スコセッシ、レオナルド・ディカプリオ、ジョーイ・マクファーランド、エマ・ティリンジャー・コスコフ |

| 作品名                                            | 製作会社 | プロデューサー                                                                                                 |
| ------------------------------------------------- | --- | --- |
| バードマン あるいは（無知がもたらす予期せぬ奇跡） | フォックス・サーチライト、ニュー・リージェンシー・ピクチャーズ、ワールドビュー・エンターテインメント                           | アレハンドロ・ゴンサレス・イニャリトゥ、ジョン・レッシャー、ジェームズ・W・スコッチドープル                    |
| アメリカン・スナイパー                            | ワーナー・ブラザース、ヴィレッジ・ロードショー・ピクチャーズ、マッド・チャンス・プロダクションズ、22nd & Indiana Pictures      | クリント・イーストウッド、ロバート・ロレンツ、アンドリュー・ラザー、ブラッドリー・クーパー、ピーター・モーガン |
| 6才のボクが、大人になるまで。                     | IFCフィルム、ディートゥア・フィルムプロダクションズ                                                                            | リチャード・リンクレイター、キャサリン・サザーランド                                                           |
| グランド・ブダペスト・ホテル                      | フォックス・サーチライト、アメリカン・エンピリカル・ピクチャーズ、インディアン・ペイントブラッシュ、バーベルスベルク・スタジオ | ウェス・アンダーソン、スコット・ルーディン、スティーヴン・レイルズ、ジェレミー・ドーソン                       |
| イミテーション・ゲーム/エニグマと天才数学者の秘密 | ワインスタイン・カンパニー、ブラック・ベア・ピクチャーズ、ブリストル・オートモーティブ                                         | ノーラ・グロスマン、アイドー・オストロウスキー、テディ・シュワルツマン                                         |
| グローリー/明日への行進                           | パラマウント、パテ、クラウド・エイト・フィルムズ、プランBエンターテインメント、ハーポ・フィルムズ                              | クリスチャン・コルソン、オプラ・ウィンフリー、デデ・ガードナー、ジェレミー・クライナー                         |
| 博士と彼女のセオリー                              | フォーカス・フィーチャーズ、ワーキング・タイトル                                                                               | ティム・ビーヴァン、エリック・フェルナー、リサ・ブルース、アンソニー・マクカーテン                             |
| セッション                                        | ソニー・ピクチャーズ・クラシックス、ボールド・フィルムズ、ブラムハウス・プロダクションズ、ライト・オブ・ウェイ・フィルムズ     | ジェイソン・ブラム、ヘレン・エスタブルック、デヴィッド・ランカスター                                           |

| 作品名                            | 製作会社 | プロデューサー |
| --------------------------------- | --- | --- |
| スポットライト 世紀のスクープ     | オープン・ロード・フィルムズ、アノニマス・コンテント、ファースト・ルック・メディア、パーティシパント・メディア、ロックリン/ファウスト                                                                                                   | マイケル・シュガー、スティーヴ・ゴリン、ニコル・ロックリン、ブライ・パゴン・ファウストン                                 |
| マネー・ショート 華麗なる大逆転   | パラマウント、リージェンシー・エンタープライズ、プランBエンターテインメント | ブラッド・ピット、デデ・ガードナー、ジェレミー・クライナー                                                               |
| ブリッジ・オブ・スパイ            | ドリームワークス、タッチストーン・ピクチャーズ、20世紀フォックス、TSGエンターテインメント、アンブリン・エンターテインメント、パーティシパント・メディア、Afterworks Limited、ベルスベルク・スタジオ、マーク・プラット・プロダクションズ | スティーヴン・スピルバーグ、マーク・E・プラット、クリスティ・マコスコ・クリーガー                                        |
| ブルックリン                      | フォックス・サーチライト・ピクチャーズ、BFI、BBCフィルムズ、Wildgaze Films、アイルランド映画委員会、パラレル・フィルム・プロダクションズ、Item 7                                                                                        | フィノラ・ドワイヤー、アマンダ・ポージー                                                                                 |
| マッドマックス 怒りのデス・ロード | ワーナー・ブラザース、ヴィレッジ・ロードショー・ピクチャーズ、ケネディ・ミラー・ミッチェル、ラットパック=デューン・エンターテインメント                                                                                                 | ダグ・ミッチェル、ジョージ・ミラー                                                                                       |
| オデッセイ                        | 20世紀フォックス、TSGエンターテインメント、スコット・フリー・プロダクションズ、Genre Films | サイモン・キンバーグ、リドリー・スコット、マイケル・シェイファー、マーク・ハッファム                                     |
| レヴェナント: 蘇えりし者          | 20世紀フォックス、アノニマス・コンテント、アッピアン・ウェイ・プロダクションズ、Mプロダクションズ、ニュー・リージェンシー・ピクチャーズ、ラットパック=デューン・エンターテインメント                                                    | アーノン・ミルチャン、スティーヴ・ゴリン、アレハンドロ・ゴンサレス・イニャリトゥ、メアリー・ペアレント、キース・レドモン |
| ルーム                            | A24、TG4フィルムズ、Nope Films、Mauvais Plan、CampTrace Entertainment、Lester Productions | エド・ギニー |

| 作品名                             | 製作会社 | プロデューサー                                                                                               |
| ---------------------------------- | --- | --- |
| ムーンライト                       | A24、プランBエンターテインメント、パステル・プロダクション | アデル・ロマンスキー、デデ・ガードナー、ジェレミー・クライナー                                               |
| メッセージ                         | パラマウント、ラバ・ベアー・フィルムズ、フィルムネーション・エンターテインメント                                                                                    | ショーン・レヴィ、ダン・レヴィン、アーロン・ライダー、デヴィッド・リンド                                     |
| フェンス                           | パラマウント、ブロン・スタジオズ、マクロ・メディア 、スコット・ルーディン・プロダクションズ                                                                         | スコット・ルーディン、デンゼル・ワシントン、トッド・ブラック                                                 |
| ハクソー・リッジ                   | サミット・エンターテインメント、クロス・クリーク・ピクチャーズ、パンデモニウム・フィルムズ、パーマット・プロダクションズ、ヴェンディアン・ピクチャーズ              | ビル・メカニック、デヴィッド・パーマット                                                                     |
| 最後の追跡                         | CBSフィルムズ、ライオンズゲート、シドニー・キンメル・エンターテインメント、 オッド・ロット・エンターテインメント、フィルム44、LBIエンターテインメント               | カーラ・ハッケン、ジュリー・ヨーン                                                                           |
| ドリーム                           | 20世紀フォックス、TSGエンターテインメント、チャーニン・エンターテインメント、レヴァンティン・フィルムズ                                                             | ドナ・ジグリオッティ、ピーター・チャーニン、ジェンノ・トッピング、ファレル・ウィリアムス、セオドア・メルフィ |
| ラ・ラ・ランド                     | サミット・エンターテインメント、ブラック・レーベル・メディア、TIKフィルムズ、インポスター・ピクチャーズ、ギルバート・フィルムズ、マーク・プラット・プロダクションズ | フレッド・バーガー、ジョーダン・ホロウィッツ、マーク・プラット                                               |
| LION/ライオン 〜25年目のただいま〜 | ワインスタイン・カンパニー、トランスミッション・フィルムズ、エンターテインメント・フィルム・ディストリビューターズ                                                  | エミール・シャーマン、イアン・カニング、アンジー・フィールダー                                               |
| マンチェスター・バイ・ザ・シー     | アマゾン・スタジオ、ロードサイド・アトラクションズ、Kピリオド・メディア、Bストーリー、CMP、パール・ストリート・フィルムズ                                           | マット・デイモン、キンバリー・スチュワード、クリス・ムーア、ローレン・ベック、ケヴィン・J・ウォルシュ        |

| 作品名                                              | 製作会社 | プロデューサー                                                                                               |
| --------------------------------------------------- | --- | --- |
| シェイプ・オブ・ウォーター                          | Bull Productions | ギレルモ・デル・トロ、J・マイルズ・デイル                                                                    |
| 君の名前で僕を呼んで                                | フレンジー・フィルム・カンパニー、RTフィーチャーズ、ヴァルテルズ・エンド・プロダクションズ、La Cinéfacture                                                                                 | ピーター・スピアーズ、ルカ・グァダニーノ、エミリー・ジョルジュ、マルコ・モラビート                           |
| ウィンストン・チャーチル/ヒトラーから世界を救った男 | ワンダ・ピクチャーズ、ワーキング・タイトル・フィルムズ | ティム・ビーヴァン、エリック・フェルナー、リサ・ブルース、アンソニー・マクカーテン、ダニエル・アーバンスキー |
| ダンケルク                                          | シンコピー・フィルムズ | エマ・トーマス、クリストファー・ノーラン                                                                     |
| ゲット・アウト                                      | パーフェクト・ワールド・ピクチャーズ、ブラムハウス・プロダクションズ、QCエンターテインメント                                                                                               | ショーン・マッキトリック、ジェイソン・ブラム、エドワード・H・ハム・Jr.、ジョーダン・ピール                   |
| レディ・バード                                      | スコット・ルーディン・プロダクションズ、マネジメント360、IACフィルムズ | スコット・ルーディン、イーライ・ブッシュ、イヴリン・オニール                                                 |
| ファントム・スレッド                                | アンナプルナ・ピクチャーズ、Ghoulardi Film Company | ジョアン・セラー、ポール・トーマス・アンダーソン、ミーガン・エリソン、ダニエル・ルピ                         |
| ペンタゴン・ペーパーズ/最高機密文書                 | ドリームワークス、アンブリン・パートナーズ、アンブリン・エンターテインメント、パスカル・ピクチャーズ、スター・スローワ・エンターテインメント、20世紀フォックス、パーティシパント・メディア | エイミー・パスカル、スティーヴン・スピルバーグ、クリスティ・マコスコ・クリーガー                             |
| スリー・ビルボード                                  | フィルム4・プロダクションズ、フォックス・サーチライト・ピクチャーズ、ブループリント・ピクチャーズ、カッティング・エッジ・グループ                                                          | グレアム・ブロードベント、ピーター・チャーニン、マーティン・マクドナー                                       |

| 作品名                 | 製作会社 | プロデューサー |
| ---------------------- | --- | --- |
| グリーンブック         | アンブリン・パートナーズ、パーティシパント・メディア、コナンドラム・エンターテインメント、シネティック・メディア                                                   | ジム・バーク、チャールズ・B・ウェスラー、ブライアン・ヘインズ・クリー、ピーター・ファレリー、ニック・ヴァレロンガ |
| ブラックパンサー       | マーベル・スタジオ | ケヴィン・ファイギ                                                                                                |
| ブラック・クランズマン | レジェンダリー・エンターテインメント、パーフェクト・ワールド・ピクチャーズ、ブラムハウス・プロダクションズ、モンキーパー・プロダクションズ、QCエンターテインメント | ショーン・マッキトリック、ジェイソン・ブラム、レイモンド・マンスフィールド、ジョーダン・ピール、スパイク・リー    |
| ボヘミアン・ラプソディ | 20世紀フォックス、ニュー・リージェンシー、GKフィルムズ、クィーン・フィルムズ                                                                                       | グレアム・キング                                                                                                  |
| 女王陛下のお気に入り   | スカーレット・フィルムズ、エレメント・ピクチャーズ、アルカナ、フィルム4・プロダクションズ、ウェイポイント・エンターテインメント                                    | セシ・デンプシー、エド・ギニー、リー・マジデイ、ヨルゴス・ランティモス                                            |
| ROMA/ローマ            | パーティシパント・メディア、エスペラント・フィルモ | ガブリエル・ロドリゲス、アルフォンソ・キュアロン                                                                  |
| アリー/ スター誕生     | メトロ・ゴールドウィン・メイヤー、ピーターズ・エンターテイメント、ガーバー・ピクチャーズ、ジョイント・エフォート                                                   | ビル・ガーバー、ブラッドリー・クーパー、リネット・ハウエル・テイラー                                              |
| バイス                 | アンナプルナ・ピクチャーズ、ゲイリー・サンチェス・プロダクションズ、プランBエンターテインメント                                                                    | デデ・ガードナー、ジェレミー・クライナー、アダム・マッケイ、ケヴィン・メシック                                    |

| 作品名                                        | 製作会社 | プロデューサー                                                                                         |
| --------------------------------------------- | --- | --- |
| パラサイト 半地下の家族                       | バランソン・E&A・コープ | クァク・シネ、ポン・ジュノ                                                                             |
| フォードvsフェラーリ                          | チャーニン・エンターテインメント、TSGエンターテインメント、ターンパイク・フィルムズ                                                     | ピーター・チャーニン、ジェンノ・トッピング、ジェームズ・マンゴールド                                   |
| アイリッシュマン                              | Netflix、シケリア・プロダクションズ、トライベッカ・プロダクションズ                                                                     | マーティン・スコセッシ、ロバート・デ・ニーロ、ジェーン・ローゼンタール、エマ・ティリンジャー・コスコフ |
| ジョジョ・ラビット                            | フォックス・サーチライト・ピクチャーズ                                                                                                  | カシュー・ニール、タイカ・ワイティティ、チェルシー・ウィンスタンリー                                   |
| ジョーカー                                    | ヴィレッジ・ロードショー・ピクチャーズ                                                                                                  | トッド・フィリップス、ブラッドリー・クーパー、エマ・ティリンジャー・コスコフ                           |
| ストーリー・オブ・マイライフ/わたしの若草物語 | ニュー・リージェンシー・ピクチャーズ、ディ・ノヴィ・ピクチャーズ、コロンビア ピクチャーズ、パスカル・ピクチャーズ、ソニー・ピクチャーズ | エイミー・パスカル                                                                                     |
| マリッジ・ストーリー                          | ヘイデイ・フィルムズ、Netflix | ノア・バームバック、デヴィッド・ハイマン                                                               |
| 1917 命をかけた伝令                           | ドリームワークス、リライアンス・エンターテインメント、アンブリン・パートナーズ                                                          | サム・メンデス、ピッパ・ハリス、ジェーン＝アン・テングレン、カラム・マクドゥーガル                     |
| ワンス・アポン・ア・タイム・イン・ハリウッド  | ヘイデイ・フィルムズ、ソニー・ピクチャーズ エンタテインメント                                                                           | デヴィッド・ハイマン、シャノン・マッキントッシュ、クエンティン・タランティーノ                         |

### 2020年代
| 作品名                                      | 製作会社 | プロデューサー                                                                                           |
| ------------------------------------------- | --- | --- |
| ノマドランド                                | ハイウェイマン・フィルムズ、ヒア/セイ・プロダクションズ、Cor Cordium Productions                                                               | フランシス・マクドーマンド、ピーター・スピアーズ、モリー・アッシャー、ダン・ジャンヴィー、クロエ・ジャオ |
| ファーザー                                  | F・コム・フィルム、トレードマーク・フィルムズ、Cine@、AGスタジオ                                                                               | デヴィッド・パーフィット、ジャン＝ルイ・リヴィ、フィリップ・カルカソンヌ                                 |
| ユダ&ブラック・メシア                       | MACRO、パーティシパント、ブロン・クリエイティブ、Proximity                                                                                     | シャカ・キング、チャールズ・D・キング、ライアン・クーグラー                                              |
| Mank/マンク                                 | Netflix | セアン・チャフィン、エリック・ロス、ダグラス・アーバンスキー                                             |
| ミナリ                                      | A24、プランBエンターテインメント | クリスティーナ・オー                                                                                     |
| プロミシング・ヤング・ウーマン              | フィルムネイション・エンターテインメント、ラッキーチャップ・エンターテインメント                                                               | ベン・ブラウニング、アシュリー・フォックス、エメラルド・フェネル、ジョシー・マクナマラ                   |
| サウンド・オブ・メタル -聞こえるということ- | Caviar、Ward Four | ベルト・ハーメリンク、サチャ・ベン・ハローチェ                                                           |
| シカゴ7裁判                                 | パラマウント映画、ドリームワークス・ピクチャーズ、クロス・クリーク・ピクチャーズ、マーク・プラット・プロダクションズ、シブハンズ・ピクチャーズ | マーク・E・プラット、スチュアート・M・ベッサー                                                           |

| 作品名                       | 製作会社 | プロデューサー                                                                                       |
| ---------------------------- | --- | --- |
| コーダ あいのうた            | ヴァンドーム・ピクチャーズ、パテ・フィルムズ | フィリップ・ルスレ、ファブリス・ジャンフェルニ、パトリック・ワックスバーガー                         |
| ベルファスト                 | ノーザン・アイランド・スクリーン、TKBC | ケネス・ブラナー、ローラ・バーウィック、ベッカ・コヴァチック、テイマー・トーマス                     |
| ドント・ルック・アップ       | ハイパーオブジェクト・プロダクションズ、Bluegrass Film | アダム・マッケイ、Kevin Messick                                                                      |
| ドライブ・マイ・カー         | カルチュア・エンタテインメント、ビターズ・エンド、ねこじゃらし、クオラス、日本出版販売、文藝春秋、レスパスビジョン、C&Iエンタテインメント、朝日新聞社                 | 山本晃久                                                                                             |
| DUNE/デューン 砂の惑星       | ワーナー・ブラザース、レジェンダリー・ピクチャーズ | メアリー・ペアレント、ドゥニ・ヴィルヌーヴ、ケイル・ボイダー                                         |
| ドリームプラン               | ウェストブルック・スタジオズ、スター・スローター・エンターテインメント、キーピン・イット・イール                                                                      | ティム・ホワイト、トレバー・ホワイト、ウィル・スミス                                                 |
| リコリス・ピザ               | メトロ・ゴールドウィン・メイヤー、フォーカス・フィーチャーズ、ブロン・クリエイティブ、グーラルディ・フィルム・カンパニー                                              | サラ・マーフィ、アダム・ソムナー、ポール・トーマス・アンダーソン                                     |
| ナイトメア・アリー           | サーチライト・ピクチャーズ、TSGエンターテインメント | J・マイルズ・デイル、ギレルモ・デル・トロ、ブラッドリー・クーパー                                    |
| パワー・オブ・ザ・ドッグ     | ニュージーランド・フィルム・コミッション、BBCフィルムズ、クロス・シティ・フィルムズ、シーソー・フィルムズ、バッド・ガール・ギークマックス・フィルムズ、ブライトスター | ジェーン・カンピオン、タニア・セガッチアン、エミール・シャーマン、イアン・カニング、ロジャ・フラピエ |
| ウエスト・サイド・ストーリー | アンブリン・エンターテインメント、TSGエンターテインメント | スティーブン・スピルバーグ、クリスティ・マコスコ・クリーガー                                         |

| 作品名                                             | 製作会社 | プロデューサー                                                                                                   |
| -------------------------------------------------- | --- | --- |
| エブリシング・エブリウェア・オール・アット・ワンス | IACフィルムズ、AGBO、イヤー・オブ・ザ・ラット、レイ・ライン・エンターテインメント | アンソニー・ルッソ、ジョー・ルッソ、マイク・ラロッカ、ダニエル・クワン、ダニエル・シャイナート、ジョナサン・ワン |
| 西部戦線異状なし                                   | アミューズメント・パーク | エドワード・ベルガー、ダニエル・マルク・ドレイファス、マルテ・グルナート                                         |
| アバター:ウェイ・オブ・ウォーター                  | 20世紀スタジオ、ライトストーム・エンターテインメント、TSGエンターテインメント | ジェームズ・キャメロン、ジョン・ランドー                                                                         |
| イニシェリン島の精霊                               | フィルム4・プロダクションズ、ブループリント・ピクチャーズ、TSGエンターテインメント | グレアム・ブロードベント、ピーター・チャーニン、マーティン・マクドナー                                           |
| エルヴィス                                         | ワーナー・ブラザース・ピクチャーズ、バズマーク・フィルムズ、ザ・ジャッカル・グループ | バズ・ラーマン、キャサリン・マーティン、ゲイル・バーマン、パトリック・マコーミック、スカイラー・ワイス           |
| フェイブルマンズ                                   | アンブリン・エンターテインメント、リライアンス・エンターテインメント | クリスティ・マコスコ・クリーガー、スティーヴン・スピルバーグ、トニー・クシュナー                                 |
| TAR/ター                                           | フォーカス・フィーチャーズ、スタンダード・フィルム・カンパニー、EMJAGプロダクションズ | トッド・フィールド、スコット・ランバート、アレクサンドラ・ミルチャン                                             |
| トップガン マーヴェリック                          | スカイダンス・メディア、TCプロダクションズ、ドン・シンプソン/ジェリー・ブラッカイマー・フィルムズ | ジェリー・ブラッカイマー、トム・クルーズ、クリストファー・マッカリー、デヴィッド・エリソン                       |
| 逆転のトライアングル                               | インペラティヴ・エンターテインメント、フィルム・アイ・ヴァスト、BBCフィルムズ、30ウェスト、プラットフォーム・プロダクション、エッセンシャル・フィルムズ、コプロダクション・オフィス、スウェーデン・テレビジョン、ZDF/アルテ、アルテ・フランス・シネマ、TRTシネマ、スウェーディッシュ・フィルム・インスティチュート、ユーリマージュ - 欧州評議会、メディエンボード ベルリン・ブランデンブルク、デンマーク映画学院、MOIN - フィルムファンド 、ハンブルク・シュレースヴィヒ＝ホルシュタイン、BFI、ノルディスク・フィルム&TVファンド、アルテ・フランス、DR、Canal+、Ciné+、ヘレティック、ボード・カドル・フィルムズ、ソヴリン・フィルムズ、ピアノ・フィルムズ | エリク・ヘンメンドルフ、フィリップ・ボベール                                                                     |
| ウーマン・トーキング 私たちの選択                  | オライオン・ピクチャーズ、ヒア/セイ・プロダクションズ、プランBエンターテインメント | デデ・ガードナー、ジェレミー・クライナー、フランシス・マクドーマンド                                             |

| 作品名                                    | 製作会社 | プロデューサー |
| ----------------------------------------- | --- | --- |
| オッペンハイマー                          | シンコピー・フィルムズ、アトラス・エンターテインメント | エマ・トーマス、チャールズ・ローヴェン、クリストファー・ノーラン                                                               |
| アメリカン・フィクション                  | オライオン・ピクチャーズ、メディア・ライツ・キャピタル、ティー・ストリート・プロダクションズ、オルモスト・インフィニティ、スリー・アーツ・エンターテインメント | ベン・ルクレール、ニコス・カラミジオス、コード・ジェファーソン、ジャーメイン・ジョンソン                                       |
| 落下の解剖学                              | レ・フィルム・ペレアス、レ・フィルム・ド・ピエール | マリー＝アンジュ・ルシアーニ、デヴィッド・ティオン                                                                             |
| バービー                                  | ヘイデイ・フィルムズ、ラッキーチャップ・エンターテインメント、NB/GGピクチャーズ、マテル・フィルムズ                                                            | デヴィッド・ハイマン、マーゴット・ロビー、トム・アカーリー、ロビー・ブレナー                                                   |
| ホールドオーバーズ 置いてけぼりのホリディ | ミラマックス、グラン・ビア | マーク・ジョンソン |
| キラーズ・オブ・ザ・フラワームーン        | Appleスタジオ、インペラティブ・エンターテインメント、シケリア・プロダクションズ、アッピアン・ウェイ・プロダクションズ                                          | ダン・フリードキン、ブラッドリー・トーマス、マーティン・スコセッシ、ダニエル・ルピ                                             |
| マエストロ: その音楽と愛と                | シケリア・プロダクションズ、アンブリン・エンターテインメント、リー・ピクチャーズ、フレッド・バーナー・フィルムズ                                               | ブラッドリー・クーパー、スティーヴン・スピルバーグ、フレッド・ベルナー、エイミー・ダーニング、クリスティ・マコスコ・クリーガー |
| パスト ライブス/再会                      | CJ ENM、キラー・フィルムズ、2AM | デヴィッド・イノホサ、クリスティーン・ヴェイコン、パメラ・コフラー                                                             |
| 哀れなるものたち                          | フィルム4・プロダクションズ、エレメント・ピクチャーズ、TSGエンターテインメント                                                                                 | エド・ギニー、アンドリュー・ロウ、ヨルゴス・ランティモス、エマ・ストーン                                                       |
| 関心領域                                  | フィルム4・プロダクションズ、アクセス・インダストリーズ、ポーランド映画協会、JWフィルムズ、エクストリーム・エモーションズ                                      | ジェームズ・ウィルソン |

| 作品名                        | 製作会社 | プロデューサー                                                                                         |
| ----------------------------- | --- | --- |
| ANORA アノーラ                | フィルムネーション・エンターテインメント、Cre Film                                                            | ショーン・ベイカー、アレックス・ココ、サマンサ・クアン                                                 |
| ブルータリスト                | ブルックストリート・ピクチャーズ、Kaplan Morrison                                                             | ニック・ゴードン、ブライアン・ヤング、アンドリュー・モリソン、D.J.グッゲンハイム、ブラディ・コーベット |
| 名もなき者/A COMPLETE UNKNOWN | サーチライト・ピクチャーズ、ザ・ピクチャー・カンパニー                                                        | フレッド・バーガー、ジェームズ・マンゴールド、アレックス・ハインマン                                   |
| 教皇選挙                      | フィルムネイション・エンターテインメント、インディアン・ペイントブラッシュ                                    | テッサ・ロス、ジュリエット・ハウエル、マイケル・A・ジャックマン                                        |
| デューン 砂の惑星PART2        | レジェンダリー・ピクチャーズ                                                                                  | メアリー・ペアレント、ケイル・ボイター、タニヤ・ラポワンテ、ドゥニ・ヴィルヌーヴ                       |
| エミリア・ペレス              | ホワイ・ノット・プロダクションズ 、Page 114、パテ、フランス2、サンローラン・プロダクションズ、Pimienta Films  | パスカル・コーシュト、ジャック・オディアール                                                           |
| アイム・スティル・ヒア        | VideoFilmes、RT Features、MACT Productions、アルテ・フランス・シネマ、Conspiração、Globoplay                  | マリア・カルロタ・ブルーノ、ロドリゴ・テイシェイラ                                                     |
| ニッケル・ボーイズ            | オライオン・ピクチャーズ、プランBエンターテインメント、 ルーヴェルチュール・フィルム、 アノニマス・コンテンツ | デデ・ガードナー、ジェレミー・クライナー、ジョスリン・バーンズ                                         |
| サブスタンス                  | ワーキング・タイトル・フィルムズ、Blacksmith                                                                  | コラリー・ファルジャ、ティム・ビーヴァン、エリック・フェルナー                                         |
| ウィキッド ふたりの魔女       | ユニバーサル・ピクチャーズ、マーク・プラット・プロダクション                                                  | マーク・E・プラット                                                                                    |

## 各種記録
以下にアカデミー作品賞関連の様々な記録を記す。

### 演技賞関連の記録
作品賞を受賞した中で、主演男優賞と主演女優賞を同時に受賞した作品は、『或る夜の出来事』、『カッコーの巣の上で』、『羊たちの沈黙』の3本のみであり、そのすべてが「主要5部門」を制覇している。作品賞はノミネート止まりでの同時受賞は、『ネットワーク』、『帰郷』、『黄昏』『恋愛小説家』の4本のみである。
演技4部門（主演男優賞・主演女優賞・助演男優賞・助演女優賞）全てで候補になった作品は、『襤褸と宝石』、『ミニヴァー夫人』、『誰が為に鐘は鳴る』、『ジョニー・ベリンダ』、『サンセット大通り』、『欲望という名の電車』、『地上より永遠に』、『バージニア・ウルフなんかこわくない』、『俺たちに明日はない』、『招かれざる客』、『ネットワーク』、『帰郷』、『レッズ』、『世界にひとつのプレイブック』、『アメリカン・ハッスル』の14本。そのうち作品賞を受賞したのは『ミニヴァー夫人』と『地上より永遠に』の2本のみ。
演技部門で最多3部門（助演を含む）を受賞した作品は、『欲望という名の電車』と『ネットワーク』、『エブリシング・エブリウェア・オール・アット・ワンス』の3本のみだが、作品賞を受賞したのは『エブリシング・エブリウェア・オール・アット・ワンス』の1本のみである。
なお演技部門で4人以上がノミネートされたにもかかわらず、作品賞ノミネートを逃した作品は、『襤褸と宝石』『ママの想い出』『オセロ』『ダウト〜あるカトリック学校で〜』の4本である。
| 回 | 年      | 作品名                                             | 受賞数 | 候補数 | 記録内容                                                                                |
| -- | ------- | -------------------------------------------------- | ------ | ------ | --------------------------------------------------------------------------------------- |
| 2  | 1928/29 | ブロードウェイ・メロディー                         | 1      | 3      | 初めて演技賞と同時候補になった作品賞受賞作                                              |
| 7  | 1934    | 或る夜の出来事                                     | 5      | 5      | 初めて主演男優賞と主演女優賞と同時に作品賞候補になった作品                              |
| 15 | 1942    | ミニヴァー夫人                                     | 6      | 12     | 初めて演技賞4部門全てと同時に作品賞候補になった作品                                     |
| 23 | 1950    | イヴの総て                                         | 6      | 14     | 史上唯一、演技部門で4人の女性がノミネートされた作品（主演女優賞に2人、助演女優賞に2人） |
| 24 | 1951    | 欲望という名の電車                                 | 4      | 12     | 初めて演技賞で最多3部門を受賞した作品賞候補作                                           |
| 26 | 1953    | 地上より永遠に                                     | 8      | 13     | 演技4部門全てと同時に候補になった最新の作品賞受賞作                                     |
| 35 | 1962    | アラビアのロレンス                                 | 7      | 10     | 初めて片方の性（男性）のみしかクレジットされていなかった作品賞受賞作                    |
| 36 | 1963    | トム・ジョーンズの華麗な冒険                       | 4      | 11     | 史上初めて演技賞で5人が候補となった作品賞                                               |
| 49 | 1976    | ネットワーク                                       | 4      | 10     | 演技賞で5人が候補となった最新の作品賞候補作                                             |
| 64 | 1991    | 羊たちの沈黙                                       | 5      | 7      | 主演男優賞と主演女優賞を同時に受賞した最新の作品賞受賞作                                |
| 70 | 1997    | 恋愛小説家                                         | 2      | 7      | 主演男優賞と主演女優賞を同時に受賞した最新の作品賞候補作                                |
| 76 | 2003    | ロード・オブ・ザ・リング/王の帰還                  | 11     | 11     | 史上唯一、作品賞を含む10部門以上で候補になりながら演技賞で1つも候補にならなかった作品   |
| 81 | 2008    | スラムドッグ$ミリオネア                            | 8      | 10     | 初めて白人キャストが一切登場しなかった作品賞受賞作                                      |
| 86 | 2013    | アメリカン・ハッスル                               | 0      | 10     | 演技4部門と作品賞候補になりながら無冠となった最新の作品                                 |
| 89 | 2016    | ムーンライト                                       | 3      | 8      | 初めて黒人キャストのみしかクレジットされていなかった作品賞受賞作                        |
| 92 | 2019    | パラサイト 半地下の家族                            | 4      | 6      | 演技賞で1つも候補にならなかった最新の作品賞受賞作                                       |
| 95 | 2022    | エブリシング・エブリウェア・オール・アット・ワンス | 7      | 11     | 演技賞で最多3部門を受賞した唯一の作品賞受賞作                                           |

### 外国作品及び外国語作品関連の記録
作品賞にノミネートされた外国語映画は、現在まで14本しか存在せず、そのうち作品賞を受賞したのは第92回の『パラサイト 半地下の家族』が唯一である。また『硫黄島からの手紙』と『ミナリ』は、アメリカが製作のため外国語映画賞にはノミネートされていない。
アメリカ以外の国で製作された映画が、作品賞を受賞したのは『ハムレット』、『トム・ジョーンズの華麗な冒険』、『わが命つきるとも』、『炎のランナー』、『ガンジー』、『ラストエンペラー』、『スラムドッグ$ミリオネア』、『英国王のスピーチ』、『アーティスト』、『パラサイト 半地下の家族』の10本で、うち8本はイギリス映画である。
| 回 | 年      | 作品名                       | 受賞数 | 候補数 | 記録内容                                                                                        |
| -- | ------- | ---------------------------- | ------ | ------ | ----------------------------------------------------------------------------------------------- |
| 6  | 1932/33 | ヘンリー八世の私生活         | 1      | 2      | 初めて作品賞候補となり、かつ他部門を受賞した外国作品（ イギリス）                               |
| 11 | 1938    | 大いなる幻影                 | 0      | 1      | 初めて作品賞候補となった外国語作品（ フランス）                                                 |
| 21 | 1948    | ハムレット                   | 4      | 7      | 初めて作品賞を受賞した外国作品（ イギリス）                                                     |
| 42 | 1969    | Z                            | 2      | 5      | 初めて外国語映画賞を受賞し、かつ他複数部門と同時に作品賞候補となった外国語作品（ アルジェリア） |
| 45 | 1972    | 移民者たち                   | 0      | 4      | 他複数部門と同時に作品賞候補となった外国語作品（ スウェーデン）                                 |
| 46 | 1973    | 叫びとささやき               | 1      | 5      | 外国語映画賞候補を逃し、他複数部門と同時に作品賞候補となった初めての外国語作品（ スウェーデン） |
| 68 | 1995    | イル・ポスティーノ           | 0      | 5      | 外国語映画賞候補を逃し、他複数部門と同時に作品賞候補となった2番目の外国語作品（ イタリア）      |
| 71 | 1998    | ライフ・イズ・ビューティフル | 3      | 7      | 外国語映画賞を受賞し、かつ他複数部門と同時に作品賞候補となった外国語作品（ イタリア）           |
| 73 | 2000    | グリーン・デスティニー       | 4      | 10     | 外国語映画賞を受賞し、かつ他複数部門と同時に作品賞候補となった外国語作品（ 台湾）               |
| 79 | 2006    | 硫黄島からの手紙             | 1      | 4      | 他複数部門と同時に作品賞候補となった外国語作品、かつ初めて作品賞候補となった日本語作品（ 日本） |
| 84 | 2011    | アーティスト                 | 5      | 10     | 初めて作品賞を受賞した非英語圏の作品（ フランス）                                               |
| 85 | 2012    | 愛、アムール                 | 1      | 5      | 外国語映画賞を受賞し、かつ他複数部門と同時に作品賞候補となった外国語作品（ オーストリア）       |
| 91 | 2018    | ROMA/ローマ                  | 3      | 10     | 外国語映画賞を受賞し、かつ他複数部門と同時に作品賞候補となった外国語作品（ メキシコ）           |
| 92 | 2019    | パラサイト 半地下の家族      | 4      | 6      | 外国語映画賞を受賞し、かつ史上唯一の作品賞を受賞した外国語作品（ 韓国）                         |
| 93 | 2020    | ミナリ                       | 1      | 6      | 他複数部門と同時に作品賞候補となった外国語作品（ 韓国）                                         |
| 94 | 2021    | ドライブ・マイ・カー         | 1      | 4      | 外国語映画賞を受賞し、かつ初めて作品賞候補となった日本作品（ 日本）                             |
| 95 | 2022    | 西部戦線異状なし             | 4      | 9      | 外国語映画賞を受賞し、かつ他複数部門と同時に作品賞候補となった外国語作品（ ドイツ）             |
| 96 | 2023    | 落下の解剖学                 | 1      | 5      | 外国語映画賞候補を逃し、他複数部門と同時に作品賞候補となった3番目の外国語作品（ フランス）      |
| 96 | 2023    | 落下の解剖学                 | 1      | 5      | 初めて同時に作品賞候補となった外国語映画（ フランス）（ イギリス）                              |
| 96 | 2023    | 関心領域                     | 2      | 5      | 初めて同時に作品賞候補となった外国語映画（ フランス）（ イギリス）                              |
| 96 | 2023    | 関心領域                     | 2      | 5      | 外国語映画賞を受賞し、かつ他複数部門と同時に作品賞候補となった外国語作品（ イギリス）           |
| 97 | 2024    | エミリア・ペレス             | 2      | 13     | 作品賞候補となった最新の外国語映画（ フランス）                                                 |
| 97 | 2024    | I'm Still Here               | 1      | 3      | 作品賞候補となった最新の外国語映画（ ブラジル）                                                 |

### 監督関連の記録
作品賞を受賞した96本のうち、69本が監督賞を受賞している。一方で、作品賞を受賞しながら、監督賞にノミネートすらされなかった作品は『つばさ』、『グランド・ホテル』、『ドライビング Miss デイジー』、『アルゴ』、『グリーンブック』、『コーダ あいのうた』の6本のみである。
また2名以上の監督がクレジットされた作品賞受賞作は『ウエスト・サイド物語』（ロバート・ワイズ＆ジェローム・ロビンズ)と、『ノーカントリー』（ジョエル&イーサン・コーエン）、『エブリシング・エブリウェア・オール・アット・ワンス』（ダニエル・クワン&ダニエル・シャイナート）の3本のみである。
同じ監督の作品が同時に2つ以上ノミネートされたのは、第47回の『ゴッドファーザー PART II』『カンバセーション…盗聴…』（フランシス・フォード・コッポラ）と、第73回の『トラフィック』『エリン・ブロコビッチ』（スティーヴン・ソダーバーグ）のみである。
| 回 | 年      | 作品名                                             | 受賞数 | 候補数 | 記録内容                                                                                      |
| -- | ------- | -------------------------------------------------- | ------ | ------ | --------------------------------------------------------------------------------------------- |
| 1  | 1927/28 | つばさ                                             | 2      | 2      | 監督賞で候補にならず、作品賞を受賞した史上初めての作品                                        |
| 14 | 1941    | 市民ケーン                                         | 1      | 9      | 初めて作品賞候補となった監督デビュー作（オーソン・ウェルズ）                                  |
| 14 | 1941    | 市民ケーン                                         | 1      | 9      | 初めて作品賞候補となった俳優出身の監督作品（オーソン・ウェルズ）                              |
| 21 | 1948    | ハムレット                                         | 4      | 7      | 初めて作品賞を受賞したイギリス人監督作品（ローレンス・オリヴィエ）                            |
| 21 | 1948    | ハムレット                                         | 4      | 7      | 初めて作品賞を受賞した俳優出身の監督作品（ローレンス・オリヴィエ）                            |
| 28 | 1955    | マーティ                                           | 4      | 8      | 初めて作品賞を受賞した監督デビュー作（デルバート・マン）                                      |
| 34 | 1961    | ウエスト・サイド物語                               | 10     | 11     | 2名以上の監督がクレジットされた初めての作品賞受賞作（ジェローム・ロビンズとロバート・ワイズ） |
| 53 | 1980    | 普通の人々                                         | 4      | 6      | 初めて作品賞を受賞した俳優出身の監督デビュー作（ロバート・レッドフォード）                    |
| 58 | 1985    | 蜘蛛女のキス                                       | 1      | 4      | 初めて作品賞候補となったラテンアメリカ系監督作品（エクトール・バベンコ）                      |
| 59 | 1986    | 愛は静けさの中に                                   | 1      | 5      | 初めて作品賞候補となった女性監督作品（ランダ・ヘインズ）                                      |
| 59 | 1956    | プラトーン                                         | 4      | 8      | 初めて作品賞を受賞したベトナム帰還兵監督作品（オリバー・ストーン）                            |
| 70 | 1997    | タイタニック                                       | 11     | 14     | 初めて製作・監督・脚本・編集が同一人物（ジェームズ・キャメロン）であった作品賞受賞作          |
| 71 | 1998    | 恋におちたシェイクスピア                           | 7      | 13     | 監督賞を受賞しなかった最多受賞作                                                              |
| 78 | 2005    | ブロークバック・マウンテン                         | 3      | 8      | 初めて作品賞候補となったアジア人監督作品（アン・リー）                                        |
| 82 | 2009    | ハート・ロッカー                                   | 6      | 9      | 初めて作品賞を受賞した女性監督作品（キャスリン・ビグロー）                                    |
| 82 | 2009    | プレシャス                                         | 2      | 6      | 初めて作品賞候補となったアフリカ系アメリカ人監督作品（リー・ダニエルズ）                      |
| 86 | 2013    | それでも夜は明ける                                 | 3      | 9      | 初めて作品賞を受賞した黒人監督作品（ スティーヴ・マックイーン）                               |
| 87 | 2014    | バードマン あるいは（無知がもたらす予期せぬ奇跡）  | 4      | 9      | 初めて作品賞を受賞したラテンアメリカ系監督作品（アレハンドロ・ゴンサレス・イニャリトゥ）      |
| 92 | 2019    | パラサイト 半地下の家族                            | 4      | 6      | 初めて作品賞を受賞したアジア人監督作品（ポン・ジュノ）                                        |
| 93 | 2020    | ノマドランド                                       | 3      | 6      | 史上唯一、作品賞を受賞した非白人女性監督作品（クロエ・ジャオ）                                |
| 94 | 2021    | ドライブ・マイ・カー                               | 1      | 4      | 初めて作品賞候補となった日本人監督作品（濱口竜介）                                            |
| 94 | 2021    | コーダ あいのうた                                  | 3      | 3      | 監督賞で候補にならず、作品賞を受賞した最新の作品                                              |
| 95 | 2022    | エブリシング・エブリウェア・オール・アット・ワンス | 7      | 11     | 2名以上の監督がクレジットされた最新の作品賞受賞作（ダニエル・クワン&ダニエル・シャイナート）  |

### ジャンル別の記録
作品賞にノミネートされた映画のうち、アニメーション映画は『美女と野獣』、『カールじいさんの空飛ぶ家』、『トイ・ストーリー3』の3本のみ。SF映画は『時計じかけのオレンジ』、『スター・ウォーズ』、『E.T.』、『アバター』、『第9地区』、『インセプション』、『ゼロ・グラビティ』、『her/世界でひとつの彼女』、『オデッセイ』、『マッドマックス 怒りのデス・ロード』、『メッセージ』、『ドント・ルック・アップ』、『DUNE/デューン 砂の惑星』、『アバター:ウェイ・オブ・ウォーター』、『エブリシング・エブリウェア・オール・アット・ワンス』『デューン 砂の惑星PART2』の16本だが、そのうち『エブリシング・エブリウェア・オール・アット・ワンス』が初めて作品賞を受賞した。
なおSF映画と同様に作品賞を受賞しづらいとされていたファンタジー映画も、これまで何度かノミネートされており、21世紀に入ってからは『ロード・オブ・ザ・リング/王の帰還』と『シェイプ・オブ・ウォーター』の2作品が受賞に至っている。ホラー映画は、これまで『エクソシスト』、『ジョーズ』、『羊たちの沈黙』、『シックス・センス』、『ブラックスワン』、『ゲット・アウト』『サブスタンス』の7本がノミネートされており、そのうち『羊たちの沈黙』が作品賞を受賞した。
また、第1回アカデミー賞で『チャング』が芸術作品賞にノミネートされて以来、ドキュメンタリー映画が作品賞にノミネートされたことは一度もない。
| 回 | 年      | 作品名                                             | 受賞数 | 候補数 | 記録内容                                                   |
| -- | ------- | -------------------------------------------------- | ------ | ------ | ---------------------------------------------------------- |
| 1  | 1927/28 | つばさ                                             | 2      | 2      | 初めて作品賞を受賞した戦争映画                             |
| 1  | 1927/28 | つばさ                                             | 2      | 2      | 初めて作品賞を受賞した恋愛映画                             |
| 1  | 1927/28 | つばさ                                             | 2      | 2      | 初めて作品賞を受賞した叙事詩的映画                         |
| 1  | 1927/28 | 暴力団                                             | 0      | 1      | 初めて作品賞候補となった犯罪映画                           |
| 2  | 1928/29 | ブロードウェイ・メロディー                         | 1      | 3      | 初めて作品賞を受賞したミュージカル映画                     |
| 2  | 1928/29 | 懐しのアリゾナ                                     | 1      | 5      | 初めて作品賞候補となった西部劇                             |
| 4  | 1930/31 | シマロン                                           | 3      | 7      | 初めて作品賞を受賞した西部劇                               |
| 5  | 1931/32 | グランド・ホテル                                   | 1      | 1      | 初めて作品賞を受賞した群像劇                               |
| 5  | 1931/32 | グランド・ホテル                                   | 1      | 1      | 初めて作品賞を受賞した女性映画（チック・フリック）         |
| 5  | 1931/32 | チャンプ                                           | 2      | 4      | 初めて作品賞候補となったスポーツ映画                       |
| 7  | 1934    | 或る夜の出来事                                     | 5      | 5      | 初めて作品賞を受賞したコメディ映画                         |
| 7  | 1934    | 或る夜の出来事                                     | 5      | 5      | 初めて作品賞を受賞したロードムービー                       |
| 7  | 1937    | 影なき男                                           | 0      | 5      | 初めて作品賞候補となったミステリー映画                     |
| 8  | 1935    | 戦艦バウンティ号の叛乱                             | 1      | 6      | 初めて作品賞を受賞した冒険映画                             |
| 8  | 1935    | 戦艦バウンティ号の叛乱                             | 1      | 6      | 初めて作品賞を受賞した歴史映画                             |
| 8  | 1935    | 真夏の夜の夢                                       | 2      | 3      | 初めて作品賞候補となったファンタジー映画                   |
| 9  | 1936    | 巨星ジーグフェルド                                 | 3      | 7      | 初めて作品賞を受賞した伝記映画（フィクションを含む）       |
| 9  | 1936    | 桑港                                               | 1      | 6      | 初めて作品賞候補となったパニック映画                       |
| 10 | 1937    | ゾラの生涯                                         | 3      | 10     | 初めて作品賞を受賞した伝記映画（フィクションを含まない）   |
| 11 | 1938    | ロビンフッドの冒険                                 | 3      | 4      | 初めて作品賞候補となったアクション映画                     |
| 12 | 1939    | オズの魔法使                                       | 2      | 6      | 初めて作品賞候補となったファミリー映画                     |
| 13 | 1940    | レベッカ                                           | 2      | 11     | 初めて作品賞を受賞したスリラー映画                         |
| 14 | 1941    | マルタの鷹                                         | 0      | 3      | 初めて作品賞候補となったフィルム・ノワール                 |
| 32 | 1959    | ベン・ハー                                         | 11     | 12     | 初めて作品賞を受賞したソード&サンダル                      |
| 38 | 1965    | サウンド・オブ・ミュージック                       | 5      | 10     | 初めて作品賞を受賞したファミリー映画                       |
| 40 | 1967    | 夜の大捜査線                                       | 5      | 7      | 初めて作品賞を受賞したミステリー映画                       |
| 40 | 1967    | 夜の大捜査線                                       | 5      | 7      | 初めて作品賞を受賞した犯罪映画                             |
| 40 | 1967    | 夜の大捜査線                                       | 5      | 7      | 初めて作品賞を受賞したフィルム・ノワール（ネオ・ノワール） |
| 40 | 1967    | 俺たちに明日はない                                 | 2      | 10     | 初めて作品賞候補となったギャング映画                       |
| 40 | 1967    | 俺たちに明日はない                                 | 2      | 10     | 初めて作品賞候補となったアメリカン・ニューシネマ           |
| 40 | 1967    | 卒業                                               | 1      | 7      | 初めて作品賞候補となったアメリカン・ニューシネマ           |
| 42 | 1969    | 真夜中のカーボーイ                                 | 3      | 7      | 初めて作品賞を受賞したアメリカン・ニューシネマ             |
| 44 | 1971    | フレンチ・コネクション                             | 5      | 8      | 初めて作品賞を受賞したアクション映画                       |
| 44 | 1971    | 時計じかけのオレンジ                               | 0      | 4      | 初めて作品賞候補となったSF映画                             |
| 45 | 1972    | ゴッドファーザー                                   | 3      | 10     | 初めて作品賞を受賞したギャング映画                         |
| 46 | 1973    | エクソシスト                                       | 2      | 10     | 初めて作品賞候補となったホラー映画                         |
| 49 | 1976    | ロッキー                                           | 3      | 10     | 初めて作品賞を受賞したスポーツ映画                         |
| 50 | 1977    | スター・ウォーズ                                   | 7      | 10     | 初めて作品賞候補となったスペースオペラ                     |
| 64 | 1991    | 美女と野獣                                         | 2      | 6      | 初めて作品賞候補となったアニメーション映画                 |
| 64 | 1991    | 羊たちの沈黙                                       | 5      | 7      | 初めて作品賞を受賞したホラー映画                           |
| 70 | 1997    | タイタニック                                       | 11     | 14     | 初めて作品賞を受賞したパニック映画                         |
| 73 | 2000    | グリーン・デスティニー                             | 4      | 10     | 初めて作品賞候補となったカンフー映画                       |
| 76 | 2003    | ロード・オブ・ザ・リング/王の帰還                  | 11     | 11     | 初めて作品賞を受賞したファンタジー映画                     |
| 78 | 2005    | ブロークバック・マウンテン                         | 3      | 8      | 初めて作品賞候補となったLGBT映画                           |
| 82 | 2009    | 第9地区                                            | 0      | 4      | 初めて作品賞候補となったモキュメンタリー映画               |
| 89 | 2016    | ムーンライト                                       | 3      | 8      | 初めて作品賞を受賞したLGBT映画                             |
| 90 | 2017    | シェイプ・オブ・ウォーター                         | 4      | 13     | 初めて作品賞を受賞した怪獣映画                             |
| 91 | 2018    | ブラックパンサー                                   | 3      | 7      | 初めて作品賞候補となったスーパーヒーロー映画               |
| 95 | 2022    | エブリシング・エブリウェア・オール・アット・ワンス | 7      | 11     | 初めて作品賞を受賞したSF映画                               |
| 95 | 2022    | エブリシング・エブリウェア・オール・アット・ワンス | 7      | 11     | 初めて作品賞を受賞したカンフー映画                         |
| 97 | 2024    | サブスタンス                                       | 5      | 1      | 初めて作品賞候補となったボディ・ホラー映画                 |

### 続編・前日譚・リメイク・翻案関連の記録
これまで作品賞にノミネートされた続編作品は、『聖メリーの鐘』、『ゴッドファーザー PART II』、『ゴッドファーザー PART III』、『ロード・オブ・ザ・リング/二つの塔』、『ロード・オブ・ザ・リング/王の帰還』、『トイ・ストーリー3』、『マッドマックス 怒りのデス・ロード』、『アバター:ウェイ・オブ・ウォーター』、『トップガン マーヴェリック』『デューン 砂の惑星PART2』の10本。前作が候補になっていない作品は『トイ・ストーリー3』、『マッドマックス 怒りのデス・ロード』、『トップガン マーヴェリック』の3本のみである。
また『ブラックパンサー』は、独立した単体の映画ではあるものの、厳密には「マーベル・シネマティック・ユニバース」シリーズの18作品目に位置しており、続編作品と取ることもできる。
リメイク作品の受賞は『ベン・ハー』、『マイ・フェア・レディ』、『ディパーテッド』、『コーダ あいのうた』の4本のみ。うち『ディパーテッド』と『コーダ あいのうた』は、外国語映画のリメイクである。
またノミネートのみは『戦艦バウンティ』、『クレオパトラ』、『天国から来たチャンピオン』、『トゥルー・グリット』、『レ・ミゼラブル』、『アリー/ スター誕生』、『ストーリー・オブ・マイライフ/わたしの若草物語』、『DUNE/デューン 砂の惑星』、『ナイトメア・アリー』、『ウエスト・サイド・ストーリー』、『西部戦線異状なし』の10本。そのうち作品賞受賞作のリメイクは、『戦艦バウンティ』、『ウエスト・サイド・ストーリー』、『西部戦線異状なし』の3本のみである。
| 回 | 年      | 作品名                            | 受賞数 | 候補数 | 記録内容                                                                                         |
| -- | ------- | --------------------------------- | ------ | ------ | ------------------------------------------------------------------------------------------------ |
| 4  | 1930/31 | スキピイ                          | 1      | 4      | コミック、コミック・ストリップ、グラフィックノベル原作で初めて作品賞候補作となった作品           |
| 8  | 1935    | 真夏の夜の夢                      | 2      | 3      | シェイクスピア作品の翻案で初めての作品賞候補作                                                   |
| 18 | 1945    | 聖メリーの鐘                      | 1      | 8      | 初めて作品賞候補になった続編作品                                                                 |
| 18 | 1945    | 聖メリーの鐘                      | 1      | 8      | 初めて作品賞候補になった作品賞受賞作（『我が道を往く』）の続編作品                               |
| 21 | 1948    | ハムレット                        | 4      | 7      | シェイクスピア作品の翻案で初めての作品賞受賞作                                                   |
| 28 | 1955    | マーティ                          | 4      | 8      | テレビ映画・ミニシリーズ原作で作品賞を受賞した唯一の作品                                         |
| 32 | 1959    | ベン・ハー                        | 11     | 12     | 史上初めて作品賞を受賞したリメイク作品                                                           |
| 35 | 1962    | 戦艦バウンティ                    | 0      | 7      | 作品賞を受賞した作品（『戦艦バウンティ号の叛乱』）のリメイクで、史上初めて作品賞候補となった作品 |
| 47 | 1974    | ゴッドファーザー PART II          | 6      | 11     | 初めて作品賞を受賞した続編作品                                                                   |
| 63 | 1990    | ゴッドファーザー PART III         | 0      | 7      | 三部作の3作目で初めて作品賞候補となった作品                                                      |
| 66 | 1993    | 逃亡者                            | 1      | 7      | テレビシリーズ原作で初めて作品賞候補となった作品                                                 |
| 73 | 2000    | トラフィック                      | 4      | 5      | テレビ映画・ミニシリーズ原作で最後のアカデミー作品賞候補作                                       |
| 76 | 2003    | ロード・オブ・ザ・リング/王の帰還 | 11     | 11     | 三部作の3作目で史上2本目の作品賞候補で、唯一の受賞作品                                           |
| 79 | 2006    | ディパーテッド                    | 4      | 5      | 外国映画（『インファナル・アフェア』）のリメイクで、史上初めて作品賞を受賞した作品               |
| 79 | 2006    | 硫黄島からの手紙                  | 1      | 4      | 『父親たちの星条旗』との二部作で、初めて作品賞候補となった作品                                   |
| 83 | 2010    | トイ・ストーリー3                 | 2      | 5      | 前作が候補になっていないにもかかわらず作品賞候補になった初めての続編作品                         |
| 83 | 2010    | トイ・ストーリー3                 | 2      | 5      | 前作が候補になっていないにもかかわらず作品賞候補になった初めての続編アニメ作品                   |
| 88 | 2015    | マッドマックス 怒りのデス・ロード | 6      | 10     | 前作が候補になっていないにもかかわらず作品賞候補になった初めての続編実写作品                     |
| 91 | 2018    | ブラックパンサー                  | 3      | 7      | マーベル・コミック原作で初めて作品賞候補となった作品                                             |
| 91 | 2018    | ブラックパンサー                  | 3      | 7      | シェアード・ユニバース方式で初めて作品賞候補となった作品                                         |
| 92 | 2019    | ジョーカー                        | 2      | 11     | DCコミックス原作で初めて作品賞候補となった作品                                                   |
| 94 | 2021    | コーダ あいのうた                 | 3      | 3      | 外国映画（『エール!』）のリメイクで、作品賞を受賞した最新の作品                                  |
| 95 | 2022    | トップガン マーヴェリック         | 1      | 6      | 前作が候補になっていないにもかかわらず作品賞候補になった最新の続編実写作品                       |
| 95 | 2022    | 西部戦線異状なし                  | 4      | 9      | 作品賞を受賞した作品（『西部戦線異状なし』）のリメイクで、初めて作品賞候補となった外国語作品     |
| 95 | 2022    | 西部戦線異状なし                  | 4      | 9      | 作品賞を受賞した作品（『西部戦線異状なし』）のリメイクで、作品賞候補となった最新の作品           |
| 97 | 2024    | デューン 砂の惑星PART2            | 2      | 5      | 作品賞候補になった最新の続編実写作品                                                             |

### 技術関連の記録
作品賞を受賞した中で、サイレント映画は『つばさ』と『アーティスト』の2本のみ。また『アーティスト』は、『アパートの鍵貸します』以来51年振りの完全白黒映画の作品賞となった。
ストリーミング配信映画は、これまで『ROMA/ローマ』、『アイリッシュマン』、『マリッジ・ストーリー』、『Mank/マンク』、『サウンド・オブ・メタル -聞こえるということ-』、『シカゴ7裁判』、『コーダ あいのうた』、『ドント・ルック・アップ』、『パワー・オブ・ザ・ドッグ』、『西部戦線異状なし』、『マエストロ: その音楽と愛と』『エミリア・ペレス』の12本がノミネートされており、そのうちの9本がNetflixである。また『マンチェスター・バイ・ザ・シー』は劇場公開作品ではあるものの、Amazonスタジオ配給のため、ストリーミングサービスが保有する最初の作品賞ノミネートとなった。
| 回 | 年      | 作品名                                             | 受賞数 | 候補数 | 記録内容                                                       |
| -- | ------- | -------------------------------------------------- | ------ | ------ | -------------------------------------------------------------- |
| 1  | 1927/28 | つばさ                                             | 2      | 2      | 初めて作品賞を受賞したサイレント映画                           |
| 2  | 1928/29 | ブロードウェイ・メロディー                         | 1      | 3      | 初めて作品賞を受賞したトーキー                                 |
| 10 | 1937    | スタア誕生                                         | 1      | 7      | 初めて作品賞候補となった全編カラー作品                         |
| 12 | 1939    | 風と共に去りぬ                                     | 8      | 13     | 初めて作品賞を受賞した全編カラー作品                           |
| 18 | 1945    | 錨を上げて                                         | 1      | 5      | 初めて作品賞候補となった実写とアニメーションの混合作品         |
| 26 | 1953    | 聖衣                                               | 2      | 5      | 初めて作品賞候補となった史上初のシネマスコープ作品             |
| 50 | 1977    | アニー・ホール                                     | 4      | 5      | 初めて作品賞を受賞した実写とアニメーションの混合作品           |
| 58 | 1985    | 蜘蛛女のキス                                       | 1      | 4      | 初めて作品賞候補となったインディペンデント映画                 |
| 59 | 1956    | プラトーン                                         | 4      | 8      | 初めて作品賞を受賞したインディペンデント映画                   |
| 64 | 1991    | 羊たちの沈黙                                       | 5      | 7      | 授賞式前にセルビデオが販売された初めての作品賞受賞作           |
| 64 | 1991    | 美女と野獣                                         | 2      | 6      | 初めて作品賞候補となった手書きアニメーション映画               |
| 68 | 1995    | ベイブ                                             | 1      | 7      | 初めて作品賞候補となったアニマトロニクス技術を用いた作品       |
| 81 | 2008    | スラムドッグ$ミリオネア                            | 8      | 10     | 初めて作品賞を受賞したデジタルシネマ                           |
| 82 | 2009    | アバター                                           | 3      | 9      | 初めて作品賞候補となった3D映画技術を用いた作品                 |
| 82 | 2009    | カールじいさんの空飛ぶ家                           | 2      | 5      | 初めて作品賞候補となった3D映画技術を用いた作品                 |
| 82 | 2009    | カールじいさんの空飛ぶ家                           | 2      | 5      | 初めて作品賞候補となったコンピュータアニメーション作品         |
| 82 | 2009    | 第9地区                                            | 0      | 4      | 初めて作品賞候補となった4K解像度技術を用いた作品               |
| 83 | 2010    | ソーシャル・ネットワーク                           | 3      | 8      | 初めて作品賞候補となった全編4K解像度技術を用いた作品           |
| 84 | 2011    | アーティスト                                       | 5      | 10     | 作品賞を受賞した最新のサイレント映画                           |
| 84 | 2011    | アーティスト                                       | 5      | 10     | 作品賞を受賞した最新の白黒作品                                 |
| 87 | 2014    | バードマン あるいは（無知がもたらす予期せぬ奇跡）  | 4      | 9      | 初めて作品賞を受賞した全編ワンカット風の長回し撮影を用いた作品 |
| 90 | 2017    | ダンケルク                                         | 3      | 8      | 初めて作品賞候補となったIMAX技術を用いた作品                   |
| 89 | 2016    | ROMA/ローマ                                        | 3      | 10     | 初めて作品賞候補となったストリーミング配信映画                 |
| 91 | 2018    | ROMA/ローマ                                        | 3      | 10     | 初めて作品賞候補となった6K解像度技術を用いた作品               |
| 92 | 2019    | 1917 命をかけた伝令                                | 3      | 10     | 全編ワンカット風の長回し撮影を用いた最新の作品賞候補作         |
| 94 | 2021    | コーダ あいのうた                                  | 3      | 3      | 初めて作品賞を受賞したストリーミング配信映画                   |
| 95 | 2022    | エブリシング・エブリウェア・オール・アット・ワンス | 7      | 11     | 作品賞を受賞した最新の実写とアニメーションの混合作品           |
| 96 | 2023    | オッペンハイマー                                   | 7      | 13     | 初めて作品賞を受賞したIMAX技術を用いた作品                     |
| 97 | 2024    | ブルータリスト                                     | 3      | 10     | 初めて作品賞候補となったAI技術を用いた作品                     |
| 97 | 2024    | エミリア・ペレス                                   | 2      | 13     | 初めて作品賞候補となったAI技術を用いた作品                     |

### レイティング関連の記録
| 回 | 年   | 作品名                     | 受賞数 | 候補数 | 記録内容                                          |
| -- | ---- | -------------------------- | ------ | ------ | ------------------------------------------------- |
| 41 | 1968 | オリバー!                  | 6      | 11     | MPAAのレイティングを受けた初めての作品賞受賞作    |
| 41 | 1968 | オリバー!                  | 6      | 11     | 作品賞受賞作で史上唯一のG指定作品                 |
| 42 | 1969 | 真夜中のカーボーイ         | 3      | 7      | 作品賞受賞作で史上唯一のX指定作品                 |
| 42 | 1969 | 真夜中のカーボーイ         | 3      | 7      | 作品賞受賞後にR指定作品へ引き下げられた唯一の作品 |
| 42 | 1969 | 1000日のアン               | 1      | 10     | 作品賞候補作で初めてのM指定作品                   |
| 42 | 1969 | 明日に向って撃て!          | 4      | 7      | 作品賞候補作となった最後のM指定作品               |
| 43 | 1970 | パットン大戦車軍団         | 7      | 10     | 作品賞受賞作で史上唯一のGP指定作品                |
| 44 | 1971 | 時計じかけのオレンジ       | 0      | 4      | 作品賞候補作となった最後のX指定作品               |
| 44 | 1971 | ニコライとアレクサンドラ   | 2      | 7      | 作品賞候補作となった最後のGP指定作品              |
| 44 | 1971 | フレンチ・コネクション     | 5      | 8      | 作品賞受賞作で初めてのR指定作品                   |
| 46 | 1973 | スティング                 | 7      | 10     | 作品賞受賞作で初めてのPG指定作品                  |
| 58 | 1985 | カラーパープル             | 0      | 11     | 作品賞候補作で初めてのPG-13指定作品               |
| 60 | 1987 | ラストエンペラー           | 9      | 9      | 作品賞受賞作で初めてのPG-13指定作品               |
| 62 | 1989 | ドライビング Miss デイジー | 4      | 9      | 作品賞受賞作で最新のPG指定作品                    |
| 83 | 2010 | トイ・ストーリー3          | 2      | 5      | 作品賞候補作で最新のG指定作品                     |
| 86 | 2013 | ゼロ・グラビティ           | 7      | 9      | 作品賞候補作で最新のPG指定作品                    |
| 94 | 2021 | コーダ あいのうた          | 3      | 3      | 作品賞受賞作で最新のPG-13指定作品                 |

### 他のアカデミー賞関連の記録
| 回 | 年      | 作品名                             | 受賞数 | 候補数 | 記録内容                                                                                             |
| -- | ------- | ---------------------------------- | ------ | ------ | --- |
| 1  | 1927/28 | つばさ                             | 2      | 2      | 初めての作品賞作                                                                                     |
| 2  | 1928/29 | ブロードウェイ・メロディー         | 1      | 3      | 作品賞しか受賞していない初めての作品                                                                 |
| 4  | 1930/31 | シマロン                           | 3      | 7      | 初めて主要5部門全てで候補となった作品                                                                |
| 4  | 1931/32 | スキピイ                           | 1      | 4      | 作品賞を含む他部門で候補に挙がるも、監督賞のみの受賞となった初めての作品                             |
| 5  | 1931/32 | グランド・ホテル                   | 1      | 1      | 作品賞でしか候補に挙がらず、受賞を果たした初めての作品                                               |
| 7  | 1934    | 或る夜の出来事                     | 5      | 5      | 主要5部門全てを受賞した初めての作品                                                                  |
| 8  | 1935    | 戦艦バウンティ号の叛乱             | 1      | 8      | 他部門でも候補となったが、作品賞しか受賞できなかった最新の作品                                       |
| 10 | 1937    | ゾラの生涯                         | 3      | 10     | 史上初めて10部門以上ノミネートされた作品                                                             |
| 14 | 1941    | 市民ケーン                         | 1      | 9      | 同一人物が作品賞・監督賞・主演男優賞・脚本賞で同時に候補に挙がった初めての作品（オーソン・ウェルズ） |
| 16 | 1943    | 牛泥棒                             | 0      | 1      | 作品賞しか候補にならず、受賞できなかった最新の作品                                                   |
| 21 | 1948    | ハムレット                         | 4      | 7      | 同一人物が作品賞と主演男優賞を同時に受賞した初めての作品（ローレンス・オリヴィエ）                   |
| 24 | 1951    | 暁前の決断                         | 0      | 2      | 1944年に作品賞の候補枠が5作品になって以降、初めて作品賞と他1部門でしか候補にならなかった作品         |
| 39 | 1966    | バージニア・ウルフなんかこわくない | 5      | 13     | 作品賞を含む選考対象となった全部門で候補に挙がった初めての作品                                       |
| 46 | 1973    | スティング                         | 7      | 10     | 初めて作品賞候補となり、受賞した女性プロデューサー作品（ジュリア・フィリップス）                     |
| 48 | 1975    | カッコーの巣の上で                 | 5      | 9      | 主要5部門全てを受賞した2番目の作品                                                                   |
| 58 | 1985    | カラーパープル                     | 0      | 11     | 初めて作品賞候補となったアフリカ系アメリカ人プロデューサー作品（クインシー・ジョーンズ）             |
| 59 | 1986    | 眺めのいい部屋                     | 3      | 8      | 初めて作品賞候補となったアジア人プロデューサー作品（イスマイル・マーチャント）                       |
| 64 | 1991    | 羊たちの沈黙                       | 5      | 7      | 主要5部門全てを受賞した3番目の作品                                                                   |
| 70 | 1997    | タイタニック                       | 11     | 14     | 作品賞を受賞しつつ脚本・脚色賞で候補にならなかった最新の作品                                         |
| 86 | 2013    | それでも夜は明ける                 | 3      | 9      | 初めて作品賞を受賞したアフリカ系アメリカ人プロデューサー作品（スティーヴ・マックイーン ）            |
| 92 | 2019    | パラサイト 半地下の家族            | 4      | 6      | 初めて作品賞を受賞したアジア人プロデューサー作品（クァク・シネ、ポン・ジュノ）                       |
| 93 | 2020    | ノマドランド                       | 3      | 6      | 初めて作品賞候補となり、受賞した女性アジア人プロデューサー作品（クロエ・ジャオ）                     |
| 93 | 2020    | ノマドランド                       | 3      | 6      | 同一人物が作品賞と主演女優賞を同時に受賞した初めての作品（フランシス・マクドーマンド）               |
| 93 | 2020    | ミナリ                             | 1      | 6      | 初めて作品賞候補となった女性アフリカ系アメリカ人プロデューサー作品（クリスティーナ・オー）           |
| 94 | 2021    | コーダ あいのうた                  | 3      | 3      | 候補に挙がった全部門（作品賞を含む）で受賞を果たした最新の作品                                       |
| 94 | 2021    | コーダ あいのうた                  | 3      | 3      | 作品賞を受賞しつつ監督賞では候補にならなかった最新の作品                                             |
| 94 | 2021    | コーダ あいのうた                  | 3      | 3      | 作品賞を受賞しつつ編集賞では候補にならなかった最新の作品                                             |
| 94 | 2021    | コーダ あいのうた                  | 3      | 3      | 編集賞が設置されて以降、初めて監督賞と編集賞のどちらにもノミネートされなかった作品賞受賞作           |
| 94 | 2021    | パワー・オブ・ザ・ドッグ           | 1      | 12     | 作品賞を含む他部門で候補に挙がるも、監督賞のみの受賞となった最新の作品                               |
| 97 | 2024    | ANORA アノーラ                     | 5      | 6      | 同一人物が4部門（作品賞・監督賞・脚本賞・編集賞）を同時に受賞した初めての作品（ショーン・ベイカー）  |

### 他の賞・映画祭と関連する記録
| 回 | 年     | 作品名                                             | 受賞数 | 候補数 | 記録内容 |
| -- | ------ | -------------------------------------------------- | ------ | ------ | --- |
| 11 | 1938   | 我が家の楽園                                       | 2      | 7      | ピューリッツァー賞を受賞した舞台劇の映画化作で初めてアカデミー作品賞を受賞した作品                                                                        |
| 18 | 1945   | 失われた週末                                       | 4      | 7      | アカデミー作品賞とカンヌ国際映画祭グランプリ（現パルム・ドール）の両方を受賞した史上初の作品                                                              |
| 21 | 1948年 | ハムレット                                         | 4      | 7      | アカデミー作品賞とヴェネツィア国際映画祭金獅子賞の両方を受賞した史上初の作品                                                                              |
| 28 | 1955   | マーティ                                           | 4      | 8      | アカデミー作品賞とカンヌ国際映画祭パルム・ドールの両方を受賞した2本目の作品                                                                               |
| 46 | 1973   | スティング                                         | 7      | 10     | アカデミー作品賞を受賞したが、ゴールデングローブ賞の作品賞3部門（ドラマ、ミュージカル・コメディ、外国映画）のどれにも候補に挙がらなかった史上初めての作品 |
| 54 | 1981   | 炎のランナー                                       | 4      | 7      | アカデミー作品賞とトロント国際映画祭観客賞の両方を受賞した史上初の作品                                                                                    |
| 61 | 1988   | レインマン                                         | 4      | 8      | アカデミー作品賞とベルリン国際映画祭金熊賞の両方を受賞した唯一の作品                                                                                      |
| 62 | 1989   | ドライビング Miss デイジー                         | 4      | 9      | ピューリッツァー賞を受賞した舞台劇の映画化作で2本目となるアカデミー作品賞受賞作                                                                           |
| 72 | 1999   | アメリカン・ビューティー                           | 5      | 8      | アカデミー作品賞と4つの主要組合賞（全米製作者組合賞、全米監督組合賞、全米脚本家組合賞、全米映画俳優組合賞）の最高賞をすべて受賞した史上初の作品           |
| 78 | 2005   | クラッシュ                                         | 3      | 6      | 初めて映画祭で買われ、アカデミー作品賞受賞した作品 |
| 78 | 2005   | クラッシュ                                         | 3      | 6      | アカデミー作品賞を受賞したが、ゴールデングローブ賞の作品賞3部門（ドラマ、ミュージカル・コメディ、外国映画）のどれにも候補に挙がらなかった史上2本目の作品  |
| 80 | 2007   | ノーカントリー                                     | 4      | 8      | アカデミー作品賞と4つの主要組合賞（全米製作者組合賞、全米監督組合賞、全米脚本家組合賞、全米映画俳優組合賞）の最高賞をすべて受賞した史上2本目の作品        |
| 81 | 2008   | スラムドッグ$ミリオネア                            | 8      | 10     | アカデミー作品賞と4つの主要組合賞（全米製作者組合賞、全米監督組合賞、全米脚本家組合賞、全米映画俳優組合賞）の最高賞をすべて受賞した史上3本目の作品        |
| 85 | 2012   | アルゴ                                             | 3      | 7      | アカデミー作品賞と4つの主要組合賞（全米製作者組合賞、全米監督組合賞、全米脚本家組合賞、全米映画俳優組合賞）の最高賞をすべて受賞した史上4本目の作品        |
| 90 | 2017年 | シェイプ・オブ・ウォーター                         | 4      | 13     | アカデミー作品賞とヴェネツィア国際映画祭金獅子賞の両方を受賞した史上2本目の作品                                                                           |
| 92 | 2019   | パラサイト 半地下の家族                            | 4      | 6      | アカデミー作品賞とパルム・ドールの両方を受賞した史上3本目の作品                                                                                           |
| 93 | 2020   | ノマドランド                                       | 3      | 6      | アカデミー作品賞と金獅子賞、トロント国際映画祭観客賞の三冠を達成した史上初の作品                                                                          |
| 94 | 2021   | コーダ あいのうた                                  | 3      | 3      | アカデミー作品賞とサンダンス映画祭グランプリ・観客賞の両方を受賞した史上初の作品                                                                          |
| 95 | 2022   | エブリシング・エブリウェア・オール・アット・ワンス | 7      | 11     | アカデミー作品賞と4つの主要組合賞（全米製作者組合賞、全米監督組合賞、全米脚本家組合賞、全米映画俳優組合賞）の最高賞をすべて受賞した史上5本目の作品        |
| 97 | 2024   | ANORA アノーラ                                     | 5      | 6      | アカデミー作品賞とパルム・ドールの両方を受賞した史上4本目の作品                                                                                           |

### 最高値の記録
| 回 | 年      | 作品名                            | 受賞数 | 候補数 | 記録内容                                                                           |
| -- | ------- | --------------------------------- | ------ | ------ | ---------------------------------------------------------------------------------- |
| 6  | 1932/33 | わたしは別よ                      | 0      | 1      | 上映時間最短の作品賞候補作（1時間6分）                                             |
| 12 | 1939    | 風と共に去りぬ                    | 8      | 13     | 上映時間最長の作品賞受賞作（3時間54分）                                            |
| 23 | 1950    | イヴの総て                        | 6      | 14     | 作品賞を含む最多12部門14ノミネートで候補に挙がった作品                             |
| 28 | 1955    | マーティ                          | 4      | 8      | 上映時間最短の作品賞受賞作（1時間31分）                                            |
| 32 | 1959    | ベン・ハー                        | 11     | 12     | 作品賞を含む最多11部門を受賞した作品                                               |
| 45 | 1972    | キャバレー                        | 8      | 10     | 作品賞は候補のみに留まり、最多8部門を受賞した作品                                  |
| 50 | 1977    | 愛と喝采の日々                    | 0      | 11     | 作品賞を含む11部門で候補に挙がるも無冠となった作品                                 |
| 58 | 1985    | カラーパープル                    | 0      | 11     | 作品賞を含む11部門で候補に挙がるも無冠となった作品                                 |
| 70 | 1997    | タイタニック                      | 11     | 14     | 作品賞を含む最多14部門で候補に挙がった作品                                         |
| 70 | 1997    | タイタニック                      | 11     | 14     | 作品賞受賞作で初めてとなる世界興行収入10億ドル突破作品                             |
| 70 | 1997    | タイタニック                      | 11     | 14     | 1955年以降最も興行収入の高い作品賞受賞作                                           |
| 70 | 1997    | タイタニック                      | 11     | 14     | 作品賞を含む最多11部門を受賞した作品                                               |
| 76 | 2003    | ロード・オブ・ザ・リング/王の帰還 | 11     | 11     | 作品賞を含む最多11部門で候補となり、その全てを受賞した作品                         |
| 79 | 2006    | ドリームガールズ                  | 2      | 8      | その年の最多候補であったにもかかわらず、作品賞にはノミネートされなかった唯一の作品 |
| 82 | 2009    | アバター                          | 3      | 9      | 1955年以降最も興行収入の高い作品賞候補作                                           |
| 86 | 2013    | アメリカン・ハッスル              | 0      | 10     | 主要5部門候補となったが、無冠となった最新の作品                                    |
| 89 | 2016    | ラ・ラ・ランド                    | 6      | 14     | 作品賞を含む最多13部門14ノミネートで候補に挙がった作品                             |
| 93 | 2020    | ノマドランド                      | 3      | 6      | 1955年以降最も興行収入の低い作品賞受賞作                                           |
| 94 | 2021    | DUNE/デューン 砂の惑星            | 6      | 10     | その年で最多受賞であったにもかかわらず、作品賞は受賞できなかった最新の作品         |
| 94 | 2021    | コーダ あいのうた                 | 3      | 3      | 映画祭にて最も高額で落札された作品賞受賞作（2,500万ドル）                          |
| 97 | 2024    | エミリア・ペレス                  | 2      | 13     | 外国語映画として最多12部門13ノミネートで候補に挙がった作品                         |

### その他
| 回 | 年   | 作品名                           | 受賞数 | 候補数 | 記録内容                                   |
| -- | ---- | -------------------------------- | ------ | ------ | ------------------------------------------ |
| 43 | 1970 | M★A★S★H マッシュ                 | 1      | 5      | 初めてFワードを使用した作品賞候補作        |
| 48 | 1975 | カッコーの巣の上で               | 5      | 9      | 初めてFワードを使用した作品賞受賞作        |
| 86 | 2013 | ウルフ・オブ・ウォールストリート | 0      | 5      | 最もFワードを使用した作品賞候補作（569回） |
| 97 | 2024 | ANORA アノーラ                   | 5      | 6      | 最もFワードを使用した作品賞受賞作（479回） |

### ノミネート数ランキング
太字は作品賞受賞作
| ノミネート数 | 作品名                                             | 受賞数 |
| ------------ | -------------------------------------------------- | ------ |
| 14ノミネート | イヴの総て                                         | 6      |
| 14ノミネート | タイタニック                                       | 11     |
| 14ノミネート | ラ・ラ・ランド                                     | 6      |
| 13ノミネート | 風と共に去りぬ                                     | 8      |
| 13ノミネート | 地上より永遠に                                     | 8      |
| 13ノミネート | メリー・ポピンズ                                   | 5      |
| 13ノミネート | バージニア・ウルフなんかこわくない                 | 5      |
| 13ノミネート | フォレスト・ガンプ/一期一会                        | 6      |
| 13ノミネート | 恋におちたシェイクスピア                           | 7      |
| 13ノミネート | ロード・オブ・ザ・リング                           | 4      |
| 13ノミネート | シカゴ                                             | 6      |
| 13ノミネート | ベンジャミン・バトン 数奇な人生                    | 3      |
| 13ノミネート | シェイプ・オブ・ウォーター                         | 4      |
| 13ノミネート | オッペンハイマー                                   | 7      |
| 13ノミネート | エミリア・ペレス                                   | 2      |
| 12ノミネート | ミニヴァー夫人                                     | 6      |
| 12ノミネート | 聖処女                                             | 4      |
| 12ノミネート | ジョニー・ベリンダ                                 | 1      |
| 12ノミネート | 欲望という名の電車                                 | 4      |
| 12ノミネート | 波止場                                             | 8      |
| 12ノミネート | ベン・ハー                                         | 11     |
| 12ノミネート | マイ・フェア・レディ                               | 8      |
| 12ノミネート | ベケット                                           | 1      |
| 12ノミネート | レッズ                                             | 3      |
| 12ノミネート | ダンス・ウィズ・ウルブズ                           | 7      |
| 12ノミネート | シンドラーのリスト                                 | 7      |
| 12ノミネート | イングリッシュ・ペイシェント                       | 9      |
| 12ノミネート | グラディエーター                                   | 5      |
| 12ノミネート | 英国王のスピーチ                                   | 4      |
| 12ノミネート | リンカーン                                         | 2      |
| 12ノミネート | レヴェナント：蘇えりし者                           | 3      |
| 12ノミネート | パワー・オブ・ザ・ドッグ                           | 1      |
| 11ノミネート | スミス都へ行く                                     | 1      |
| 11ノミネート | レベッカ                                           | 2      |
| 11ノミネート | ヨーク軍曹                                         | 2      |
| 11ノミネート | 打撃王                                             | 1      |
| 11ノミネート | サンセット大通り                                   | 3      |
| 11ノミネート | ウエスト・サイド物語                               | 10     |
| 11ノミネート | ニュールンベルグ裁判                               | 2      |
| 11ノミネート | オリバー！                                         | 5      |
| 11ノミネート | ゴッドファーザー PART II                           | 6      |
| 11ノミネート | チャイナタウン                                     | 1      |
| 11ノミネート | 愛と喝采の日々                                     | 0      |
| 11ノミネート | ジュリア                                           | 3      |
| 11ノミネート | ガンジー                                           | 8      |
| 11ノミネート | 愛と追憶の日々                                     | 5      |
| 11ノミネート | アマデウス                                         | 8      |
| 11ノミネート | インドへの道                                       | 2      |
| 11ノミネート | 愛と哀しみの果て                                   | 7      |
| 11ノミネート | カラーパープル                                     | 0      |
| 11ノミネート | プライベート・ライアン                             | 5      |
| 11ノミネート | ロード・オブ・ザ・リング/王の帰還                  | 11     |
| 11ノミネート | アビエイター                                       | 5      |
| 11ノミネート | ヒューゴの不思議な発明                             | 5      |
| 11ノミネート | ライフ・オブ・パイ/トラと漂流した227日             | 4      |
| 11ノミネート | ジョーカー                                         | 2      |
| 11ノミネート | エブリシング・エブリウェア・オール・アット・ワンス | 7      |
| 11ノミネート | 哀れなるものたち                                   | 4      |
| 10ノミネート | ゾラの生涯                                         | 3      |
| 10ノミネート | わが谷は緑なりき                                   | 5      |
| 10ノミネート | 我が道を往く                                       | 7      |
| 10ノミネート | ウィルソン                                         | 5      |
| 10ノミネート | ローマの休日                                       | 3      |
| 10ノミネート | ジャイアンツ                                       | 1      |
| 10ノミネート | サヨナラ                                           | 4      |
| 10ノミネート | アパートの鍵貸します                               | 5      |
| 10ノミネート | アラビアのロレンス                                 | 7      |
| 10ノミネート | トム・ジョーンズの華麗な冒険                       | 4      |
| 10ノミネート | サウンド・オブ・ミュージック                       | 5      |
| 10ノミネート | ドクトル・ジバゴ                                   | 5      |
| 10ノミネート | 俺たちに明日はない                                 | 2      |
| 10ノミネート | 招かれざる客                                       | 2      |
| 10ノミネート | 1000日のアン                                       | 1      |
| 10ノミネート | パットン大戦車軍団                                 | 7      |
| 10ノミネート | 大空港                                             | 1      |
| 10ノミネート | ゴッドファーザー                                   | 3      |
| 10ノミネート | キャバレー                                         | 8      |
| 10ノミネート | スティング                                         | 7      |
| 10ノミネート | エクソシスト                                       | 2      |
| 10ノミネート | ロッキー                                           | 3      |
| 10ノミネート | ネットワーク                                       | 4      |
| 10ノミネート | スター・ウォーズ                                   | 7      |
| 10ノミネート | 黄昏                                               | 3      |
| 10ノミネート | トッツィー                                         | 1      |
| 10ノミネート | バグジー                                           | 2      |
| 10ノミネート | ブレイブハート                                     | 5      |
| 10ノミネート | グリーン・デスティニー                             | 4      |
| 10ノミネート | ギャング・オブ・ニューヨーク                       | 0      |
| 10ノミネート | マスター・アンド・コマンダー                       | 2      |
| 10ノミネート | スラムドッグ$ミリオネア                            | 8      |
| 10ノミネート | トゥルー・グリット                                 | 0      |
| 10ノミネート | アーティスト                                       | 5      |
| 10ノミネート | ゼロ・グラビティ                                   | 7      |
| 10ノミネート | アメリカン・ハッスル                               | 0      |
| 10ノミネート | マッドマックス 怒りのデス・ロード                  | 6      |
| 10ノミネート | ROMA/ローマ                                        | 3      |
| 10ノミネート | 女王陛下のお気に入り                               | 1      |
| 10ノミネート | 1917 命をかけた伝令                                | 3      |
| 10ノミネート | アイリッシュマン                                   | 0      |
| 10ノミネート | ワンス・アポン・ア・タイム・イン・ハリウッド       | 2      |
| 10ノミネート | Mank/マンク                                        | 2      |
| 10ノミネート | DUNE/デューン 砂の惑星                             | 6      |
| 10ノミネート | キラーズ・オブ・ザ・フラワームーン                 | 0      |
| 10ノミネート | ブルータリスト                                     | 3      |
| 10ノミネート | ウィキッド ふたりの魔女                            | 2      |

### 受賞数ランキング
太字は作品賞受賞作
| 受賞数 | 作品名                                             | ノミネート数 |
| ------ | -------------------------------------------------- | ------------ |
| 11部門 | ベン・ハー                                         | 12           |
| 11部門 | タイタニック                                       | 14           |
| 11部門 | ロード・オブ・ザ・リング/王の帰還                  | 11           |
| 10部門 | ウエスト・サイド物語                               | 11           |
| 9部門  | 風と共に去りぬ                                     | 13           |
| 9部門  | 我等の生涯の最良の年                               | 10           |
| 9部門  | 恋の手ほどき                                       | 9            |
| 9部門  | ラストエンペラー                                   | 9            |
| 9部門  | イングリッシュ・ペイシェント                       | 12           |
| 8部門  | 地上より永遠に                                     | 13           |
| 8部門  | 波止場                                             | 12           |
| 8部門  | マイ・フェア・レディ                               | 12           |
| 8部門  | キャバレー                                         | 10           |
| 8部門  | ガンジー                                           | 11           |
| 8部門  | アマデウス                                         | 11           |
| 8部門  | スラムドッグ$ミリオネア                            | 11           |
| 7部門  | 我が道を往く                                       | 9            |
| 7部門  | 戦場にかける橋                                     | 8            |
| 7部門  | アラビアのロレンス                                 | 10           |
| 7部門  | スティング                                         | 10           |
| 7部門  | スター・ウォーズ                                   | 10           |
| 7部門  | 愛と哀しみの果て                                   | 11           |
| 7部門  | ダンス・ウィズ・ウルブズ                           | 12           |
| 7部門  | シンドラーのリスト                                 | 12           |
| 7部門  | 恋におちたシェイクスピア                           | 13           |
| 7部門  | ゼロ・グラビティ                                   | 10           |
| 7部門  | エブリシング・エブリウェア・オール・アット・ワンス | 11           |
| 7部門  | オッペンハイマー                                   | 13           |
| 6部門  | ミニヴァー夫人                                     | 12           |
| 6部門  | イヴの総て                                         | 14           |
| 6部門  | 巴里のアメリカ人                                   | 8            |
| 6部門  | 陽のあたる場所                                     | 9            |
| 6部門  | わが命つきるとも                                   | 8            |
| 6部門  | オリバー！                                         | 11           |
| 6部門  | ゴッドファーザー PART II                           | 9            |
| 6部門  | フォレスト・ガンプ/一期一会                        | 13           |
| 6部門  | シカゴ                                             | 13           |
| 6部門  | ハート・ロッカー                                   | 9            |
| 6部門  | マッドマックス 怒りのデス・ロード                  | 10           |
| 6部門  | ラ・ラ・ランド                                     | 14           |
| 6部門  | DUNE/デューン 砂の惑星                             | 10           |

### 興行収入ランキング
作品賞受賞作のみ
| 順位 | 作品名                            | 世界興行収入   |
| ---- | --------------------------------- | -------------- |
| 1位  | タイタニック                      | $2,264,750,694 |
| 2位  | ロード・オブ・ザ・リング/王の帰還 | $1,156,598,523 |
| 3位  | オッペンハイマー                  | $960,362,215   |
| 4位  | フォレスト・ガンプ/一期一会       | $678,226,465   |
| 5位  | グラディエーター                  | $465,387,186   |
| 6位  | 英国王のスピーチ                  | $484,068,861   |
| 7位  | ダンス・ウィズ・ウルブズ          | $424,208,848   |
| 8位  | 風と共に去りぬ                    | $402,382,193   |
| 9位  | スラムドッグ$ミリオネア           | $378,411,362   |
| 10位 | アメリカン・ビューティー          | $356,296,601   |

## 最高値
| 部門                                   | 記録保持者                                                                                               | 記録       | 備考   |
| -------------------------------------- | --- | ---------- | ------ |
| 作品賞最多受賞（スタジオ）             | メトロ・ゴールドウィン・メイヤー                                                                         | 5回        | 備考1  |
| 作品賞最多候補（スタジオ）             | メトロ・ゴールドウィン・メイヤー                                                                         | 40回       |        |
| 作品賞最多受賞（プロデューサー）       | サム・スピーゲル ソウル・ゼインツ                                                                        | 3回        | 備考1  |
| 作品賞最多候補（プロデューサー）       | スティーヴン・スピルバーグ                                                                               | 13回       | 備考2  |
| 作品賞最多受賞（監督）                 | ウィリアム・ワイラー                                                                                     | 3回        |        |
| 作品賞最多候補（監督）                 | ウィリアム・ワイラー スティーヴン・スピルバーグ                                                          | 13回       |        |
| 作品賞受賞作の最多出演（俳優）         | フランクリン・ファーナム                                                                                 | 7回        | 備考3  |
| 作品賞候補作の最多出演（俳優）         | ロバート・デ・ニーロ                                                                                     | 12回       | 備考4  |
| 作品賞を含む単独での最多受賞（人物）   | ショーン・ベイカー 『ANORA アノーラ』                                                                    | 4部門      |        |
| 作品賞を含む最多受賞                   | 『ベン・ハー』 『タイタニック』 『ロード・オブ・ザ・リング/王の帰還』                                    | 11部門     | 備考5  |
| 作品賞を含む最多候補                   | 『イヴの総て』                                                                                           | 14候補     | 備考6  |
| 作品賞を含む最多候補                   | 『タイタニック』                                                                                         | 14候補     |        |
| 作品賞を含む最多候補                   | 『ラ・ラ・ランド』                                                                                       | 14候補     | 備考7  |
| 作品賞を含まない最多候補               | 『ひとりぼっちの青春』                                                                                   | 9部門      | 備考8  |
| 候補となった全ての最多受賞             | 『ロード・オブ・ザ・リング/王の帰還』                                                                    | 11部門     | 備考9  |
| 作品賞を含む最少候補                   | 『グランド・ホテル』                                                                                     | 1部門      | 備考10 |
| 作品賞を含む最少受賞                   | 『ブロードウェイ・メロディー』 『グランド・ホテル』 『戦艦バウンティ号の叛乱』                           | 1部門      |        |
| 作品賞を逃した最多受賞                 | 『キャバレー』                                                                                           | 8部門      | 備考11 |
| 作品賞候補を逃した最多受賞             | 『悪人と美女』                                                                                           | 5部門      | 備考12 |
| 無冠に終わった最多候補                 | 『愛と喝采の日々』                                                                                       | 11候補     | 備考13 |
| 無冠に終わった最多候補                 | 『カラーパープル』                                                                                       | 11候補     | 備考14 |
| 外国語映画の最多受賞                   | 『ファニーとアレクサンデル』 『グリーン・デスティニー』 『パラサイト 半地下の家族』 『西部戦線異状なし』 | 4部門      |        |
| 外国語映画の最多候補                   | 『エミリア・ペレス』                                                                                     | 13部門     | 備考15 |
| 上映時間最長の作品賞受賞作             | 『風と共に去りぬ』                                                                                       | 3時間54分  | 備考16 |
| 上映時間最長の作品賞候補作             | 『クレオパトラ』                                                                                         | 4時間3分   | 備考17 |
| 上映時間最短の作品賞受賞作             | 『マーティ』                                                                                             | 1時間31分  | 備考18 |
| 上映時間最短の作品賞候補作             | 『わたしは別よ』                                                                                         | 1時間6分   |        |
| 最も興行収入が高い作品賞受賞作         | 『タイタニック』                                                                                         | 18億ドル   | 備考19 |
| 最も興行収入が低い作品賞受賞作         | 『コーダ あいのうた』                                                                                    | 190万ドル  |        |
| 最も興行収入が高い作品賞候補作         | 『アバター』                                                                                             | 29億ドル   | 備考21 |
| 最も興行収入が低い作品賞候補作         | 『Mank/マンク』                                                                                          | 10万ドル   |        |
| 最も興行収入が高いR指定の作品賞受賞作  | 『オッペンハイマー』                                                                                     | 9億ドル    |        |
| 最も興行収入が低いR指定の作品賞受賞作  | 『ノマドランド』                                                                                         | 3900万ドル |        |
| 最も興行収入が高いR指定の作品賞候補作  | 『ジョーカー』                                                                                           | 10億ドル   |        |
| 最も公開日が早い作品賞受賞作           | 『羊たちの沈黙』                                                                                         | 2月14日    | 備考22 |
| 最もタイトルが長い作品賞受賞作         | 『バードマン あるいは（無知がもたらす予期せぬ奇跡）』                                                    | 39文字     | 備考23 |
| 最もタイトルが長い一単語の作品賞受賞作 | 『オッペンハイマー』                                                                                     | 11文字     | 備考24 |
| 最もタイトルが短い作品賞受賞作         | 『恋の手ほどき』 『アルゴ』 『コーダ あいのうた』                                                        | 4文字      | 備考25 |

備考1:^ 第23回アカデミー賞（1950年）までは作品賞は映画を製作したスタジオに贈与されていたが、第24回アカデミー賞（1951年）よりプロデューサーとしてクレジットされている者に贈られるようになった。また1943年までは毎年10作品が候補となり、その後5作品となったが、2009年より再び10作品となった。複数のプロデューサーが共同で受賞したのは1973年の『スティング』の3名が初めてであり、2010年までで最多は1998年の『恋におちたシェイクスピア』の5名である。その後、候補対象となるプロデューサーは1作品につき3名までに制限された。しかしながらこの制限は特別な事情がある際に解除される場合があり、例えば2008年にアンソニー・ミンゲラとシドニー・ポラックが他界した際、両者が生前にプロデューサーとして参加していた『愛を読むひと』は4名が候補に挙がった。
備考2:^ スティーヴン・スピルバーグは『E.T.』『カラーパープル』『シンドラーのリスト』『プライベート・ライアン』『ミュンヘン』『硫黄島からの手紙』『戦火の馬』『リンカーン』『ブリッジ・オブ・スパイ』『ペンタゴン・ペーパーズ/最高機密文書』『ウエスト・サイド・ストーリー』『フェイブルマンズ』『マエストロ: その音楽と愛と』のプロデューサーをしている。
備考3:^ 厳密にはエキストラとしてだが、『ゾラの生涯』『我が道を往く』『失われた週末』『紳士協定』『イヴの総て』『地上最大のショウ』『80日間世界一周』の7本に出演したという記録が残っている。次いで多いのはベス・フラワーズの5本、ロバート・カーネスの4本だが、どちらもエキストラである。クレジットのある俳優としてはジョン・カザール、ダイアン・キートン、シャーリー・マクレーン、モーガン・フリーマン、ジャック・ニコルソン、コリン・ファース、レイフ・ファインズの3本が最多。
備考4:^ こちらはクレジットのある俳優のみで換算。ロバート・デ・ニーロは『ゴッドファーザー PART II』『タクシードライバー』『ディア・ハンター』『レイジング・ブル』『ミッション』『レナードの朝』『グッドフェローズ』『世界にひとつのプレイブック』『アメリカン・ハッスル』『ジョーカー』『アイリッシュマン』『キラーズ・オブ・ザ・フラワームーン』に出演している。次いで多いのが、レオナルド・ディカプリオの11回。そしてジャック・ニコルソン、トム・ハンクス、ケイト・ブランシェットの10回である。
備考5:^ 『ベン・ハー』『タイタニック』『ロード・オブ・ザ・リング/王の帰還』に次いで受賞したのは『ウエスト・サイド物語』（1961年）の10部門。
備考6:^ 主演女優賞と助演女優賞において2人ずつノミネート。
備考7:^ 歌曲賞において2作品がノミネート。
備考8:^ 『ひとりぼっちの青春』に次いで多いのが『ポセイドン・アドベンチャー』（1972年）『未知との遭遇』（1977年）『ラグタイム』（1981年）『ドリームガールズ』（2006年）『ダークナイト』（2008年）の8部門。
備考9:^ 『ロード・オブ・ザ・リング/王の帰還』に次いで受賞したのは『恋の手ほどき』（1958年）『ラストエンペラー』（1987年）の9部門。
備考10:^ 『グランド・ホテル』に次いで少ないのは『コーダ あいのうた』（2021年）の3部門。
備考11:^ 『キャバレー』に次いで受賞したのは『スター・ウォーズ』（1977年）『ゼロ・グラビティ』（2013年）の7部門。
備考12:^  『悪人と美女』に次いで受賞したのは『サンライズ』（1927/28年）『スパルタカス』（1960年）『ファニーとアレクサンデル』（1983年）『ロジャー・ラビット』（1988年）『ターミネーター2』（1991年）『マトリックス』（1999年）の4部門。
備考13:^ 主演女優賞において2人がノミネート。
備考14:^ 助演女優賞において2人がノミネート。
備考15:^『エミリア・ペレス』に次いで多いのは、『グリーン・デスティニー』『ROMA/ローマ』の10部門。その次が『西部戦線異状なし』（2022年）の9部門。
備考16:^ 『風と共に去りぬ』（1939年）は上映時間（音楽を除く）が221分（3時間41分）だが、序曲、インターミッション、幕あい、ワークアウト音楽を含むと234分（3時間54分）に達した。対し、劇場公開版の『アラビアのロレンス』（1962年）の上映時間（音楽を除く）は222分（3時間42分）を超え、『風と共に去りぬ』よりもわずかに長い。また、追加要素を含んだ完全版の『アラビアのロレンス』は約232分（3時間52分）である。ただフィルム自体の長さならば『アラビアのロレンス』の方が長い。この他に上映時間が長い作品賞受賞作としては、212分（3時間32分）の『ベン・ハー』（1959分）、201分（3時間21分）の『ロード・オブ・ザ・リング/王の帰還』（2003年）がある。
備考17:^ 他の部門も合わせて最も上映時間の長いアカデミー受賞作は、長編ドキュメンタリー映画賞を受賞した『O.J.: Made in America』（2016年）で、467分（7時間47分）である。
備考18:^ 『マーティ』に次いで短い作品賞受賞作は『アニー・ホール』（1977年）で、93分（1時間33分）である。
備考19:^ 『タイタニック』に次いで高い作品賞受賞作は『ロード・オブ・ザ・リング/王の帰還』（2003年）の11億ドルである。
備考20:^ 作品賞受賞時の記録だと『ハート・ロッカー』（2009年）の1470万ドルが最低である。またストリーミング配信映画を含むと、『コーダ あいのうた』（2021年）の190万ドルが最も低い興行収入となる。
備考21:^ 『アバター』に次いで高い作品賞候補作は『アバター:ウェイ・オブ・ウォーター』（2022年）の20億ドルである。
備考22:^ 『シマロン』の1月26日や、『カヴァルケード』の1月5日などもあるが、当時のアカデミー賞は前年に公開された作品もノミネート対象であったため記録としない。

備考23:^ 『バードマン あるいは（無知がもたらす予期せぬ奇跡）』（原題: Birdman or (The Unexpected Virtue of Ignorance)）に次いで長いのは、『ロード・オブ・ザ・リング/王の帰還』（原題：The Lord of the Rings: The Return of the King）の35文字。
備考24:^ 『オッペンハイマー』（原題: Oppenheimer）に次いで長いのは、『カサブランカ』（原題：Casablanca）、『許されざる者』（原題：Unforgiven）、『ブレイブハート』（原題：Braveheart）の10文字。
備考25:^ それぞれ『Gigi』『ARGO』『CODA』となる。